# Myrtaceae

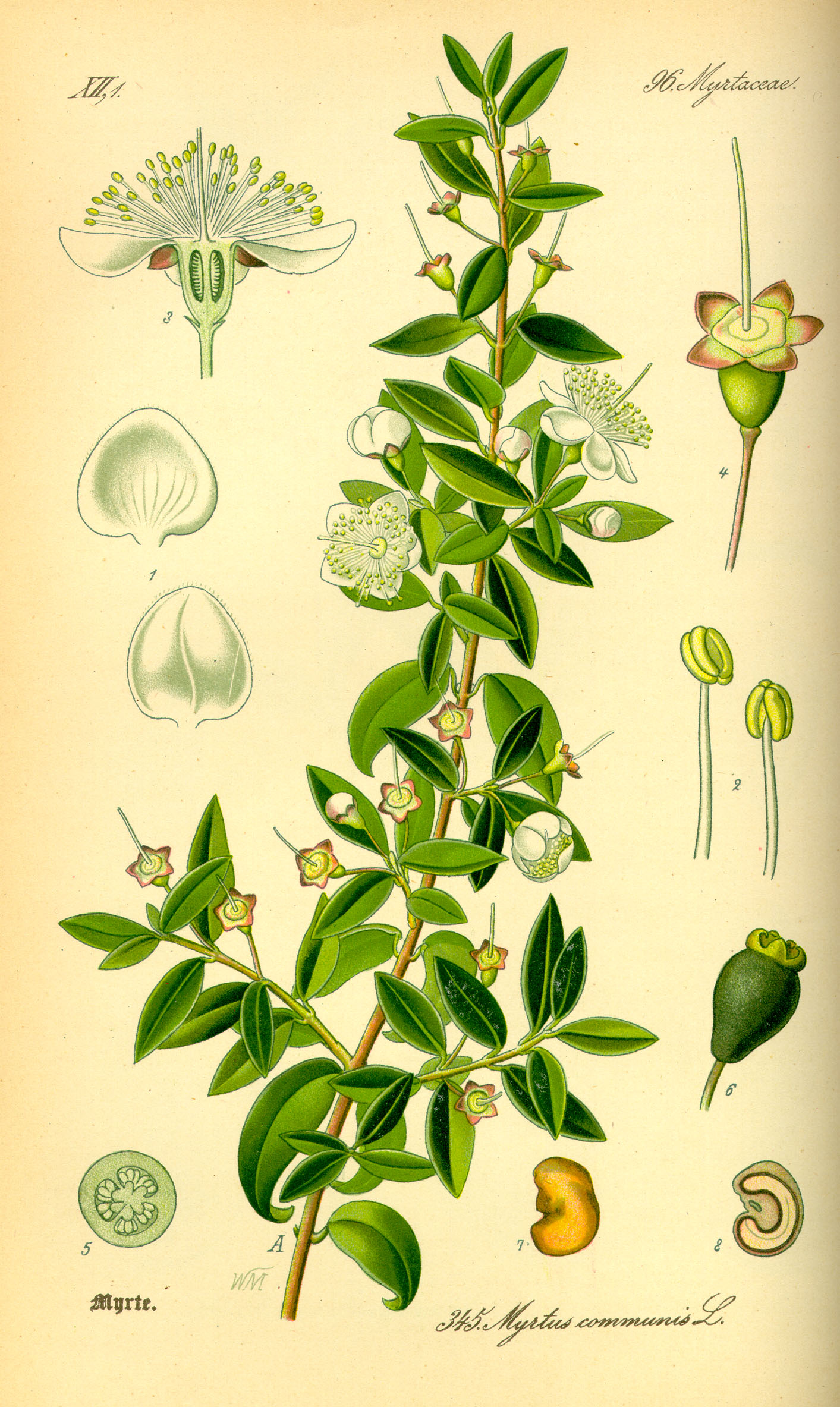
Myrtus communis, a espécie tipo do género Myrtus, por sua vez tipo da família (ilustração de Otto Wilhelm Thomé em Flora von Deutschland, Österreich und der Schweiz, 1885).

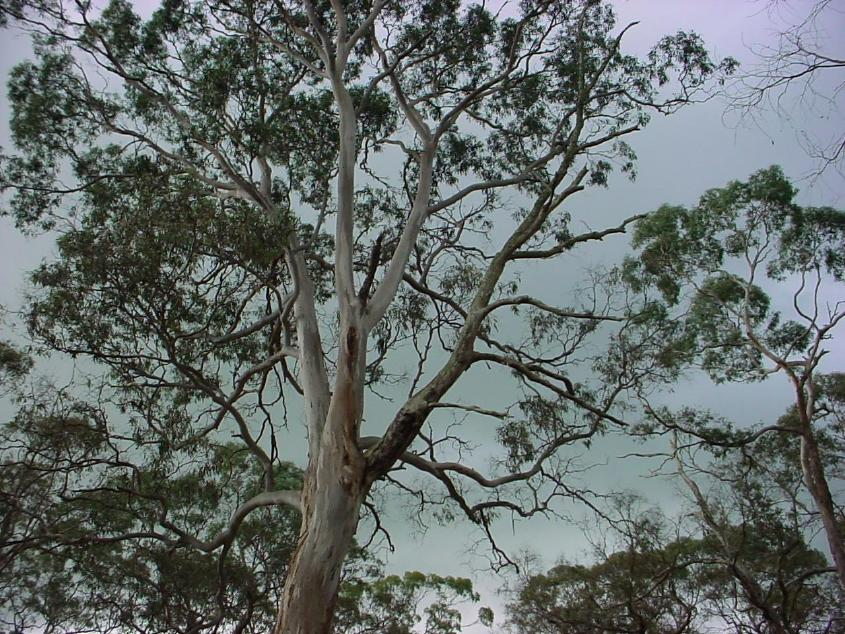
Eucalyptus sp.

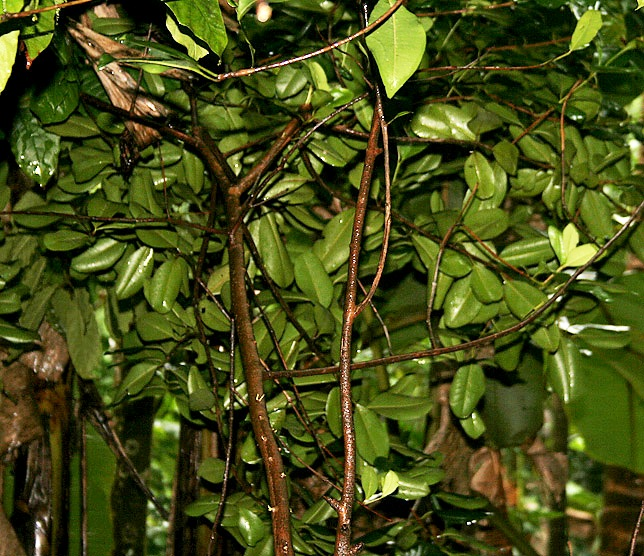
Pimenta dioica.

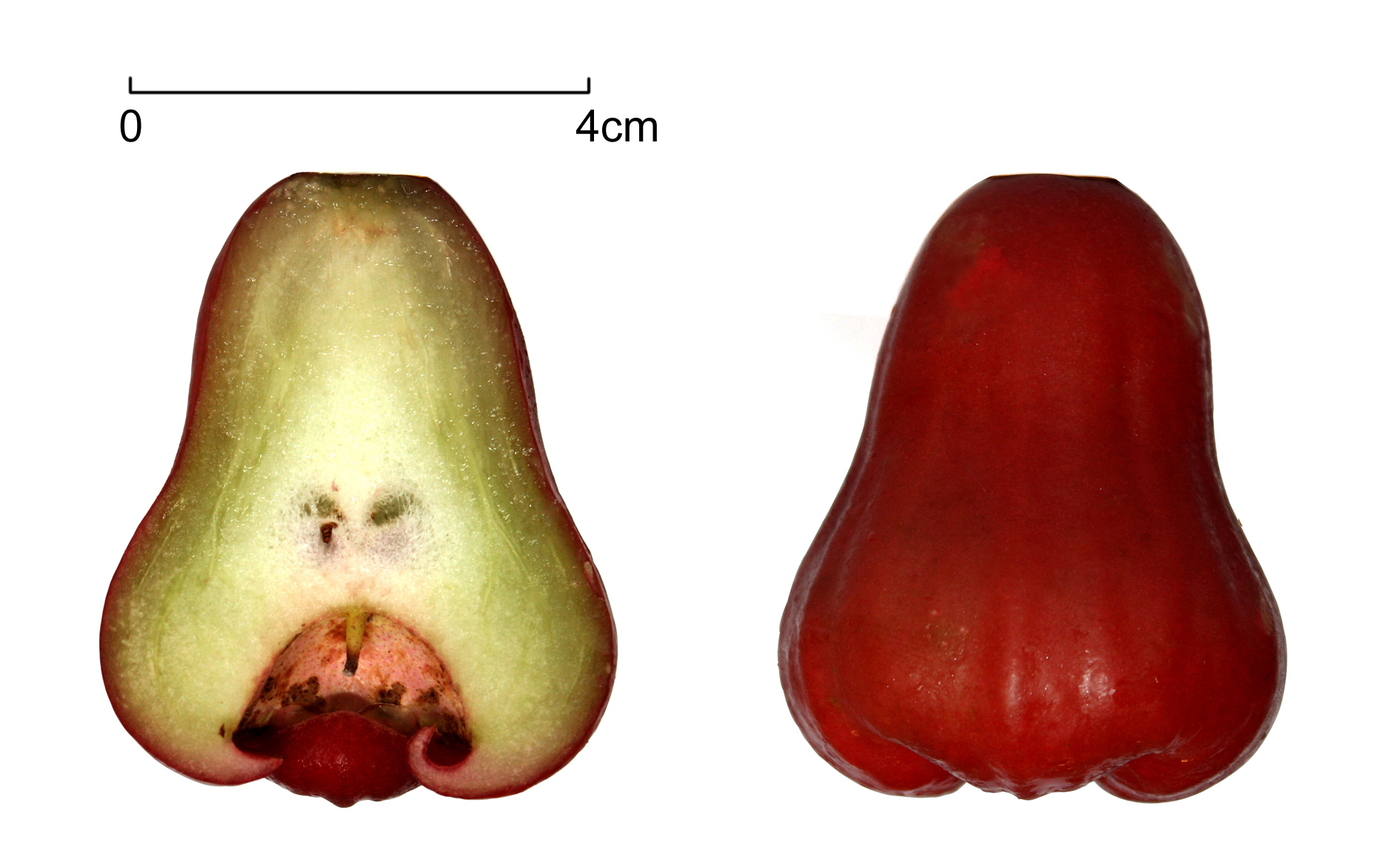
Fruto de Syzygium samarangense.

As mirtáceas (Myrtaceae) é uma família de plantas com flor (angiospérmicas) incluída na ordem Myrtales do clado das Eudicotyledoneae, que agrupa 132 géneros (25 monoespecíficos) e mais de 5950 espécies validamente descritas (das mais de 14000 descritas). São arbóreas ou arbustivas, geralmente perenifólias e aromáticas, muitas ricas em óleos essenciais utilizados em perfumaria e farmácia. Dividida em duas subfamílias (Myrtoideae e Psiloxyloideae), a família ocorre principalmente no Hemisfério Sul, com destaque para a Austrália (cerca de 85 géneros) e a América neotropical, e nesta especialmente no Brasil. Tem poucos representantes noutras partes do mundo, alguns na Europa. A família integra plantas excepcionais, entre as quais as árvores mais altas do mundo (Eucalyptus), com 110-140 m de altura, e o género com maior diversidade (1200 a 1800 espécies) que se conhece (Syzygium). A família inclui múltiplas espécies com valor económico, entre as quais os eucaliptos (Eucalyptus) e especiarias como o cravo-da-índia (Syzygium aromaticum).
A etimologia do nome da família deriva do seu género-tipo, Myrtus L., que por sua vez deriva do grego clássico  μύρτος, myrtos, através do latim myrtus, "perfume", uma alusão ao aroma exalado pelas flores e pelos óleos essenciais presentes naquelas plantas.

## Descrição
A família Myrtaceae, tendo como género-tipo Myrtus (o género que inclui a murta-comum), é uma família de plantas dicotiledóneas pertencentes à ordem Myrtales. A família inclui uma grande variedade de plantas cultivadas para fins económicos e ornamentais, entre as quais as murtas, os metrosíderos, a pimenta-racemosa, o cravinho-da-índia, a goiaba, a feijoa, a pimenta-da-jamaica e os eucaliptos.
A família está representada nas Américas principalmente por plantas frutíferas, entre as quais o jambo, a pitanga, a uvalha, a goiabeira, o araçá, a jaboticaba  e o cambuí.
Um dos géneros mais conhecidas desta família inclui os eucaliptos, nativos da Austrália mas introduzidos em múltiplos países de clima subtropical e temperado quente para a produção de madeira para fabrico de papel. Actualmente várias espécies deste género, mas especialmente Eucalyptus globulus, são cultivadas em larga escala nas regiões tropicais (principalmente África e Brasil) e mediterrânicas (incluindo a Península Ibérica) para obtenção de madeira para produção de madeira serrada, celulose, papel e carvão vegetal e biomassa para fins energéticos.
Todas as espécies desta família são lenhosas, compreendendo espécies de porte arbóreo ou arbustivo e dimensões que variam em geral entre os 2 m de altura (arbustos) até várias dezenas de metros de altura (megafanerófitos), com tecidos ricos em óleos essenciais e flores com um número de peças florais múltiplo de 4 ou 5 (flores tetrâmeras ou pentâmeras). Uma característica notável desta família é apresentar o floema localizado em ambos os lados do xilema, e não apenas no lado exterior como é comum na generalidade das plantas.
As folhas são perenes, com uma filotaxia do tipo alternado a maioritariamente opostas, simples e geralmente com a margem inteira (não dentadas).
A flores tem em geral um número base de 5 pétalas (com os restantes géneros com número base de 4 pétalas), mas em vários géneros as pétalas são minúsculas ou estão mesmo ausentes. Os estames são geralmente numerosos, muito conspícuos, com coloração brilhante.

### Morfologia
As espécies da família Myrtaceae apresentam floema interno, apresentando em geral abundante de ritidoma no caule. Observa-se também canais oleíferos na forma de pequenos pontos translúcidos que pode ser observado nas folhas, flores,frutos e semente.
Folhas
As folhas são simples, opostas  (alternas na maioria das espécies do género Eucalyptus), de bordo inteiro, peninérvias e geralmente com  uma nervura marginal. Apresentam pontos translúcido devido a presença de canais oleíferos.  A lâmina foliar é dorsiventral, ou bifacial, ou dorsiventral e bifacial (por exemplo em Eucalyptus e Eugenia, com as duas folhas verticais isobilaterais e folhas dorsiventrais horizontais), ou central. Uma epiderme mucilaginosa pode estar presente ou ausente. Estomas principalmente confinados a uma superfície, ou em ambas as superfícies (comumente, em folhas orientadas marginalmente). Anomocítico (geralmente) ou paranótica. Cabelos presentes. Exclusivamente eglandular. Às vezes ostensivamente multicelular (então 2 câmaras), ou unicelulares (geralmente). Os pêlos unicelulares ramificados (às vezes tendendo a ser de 2 braços) ou simples. Lâmina com  cavidades secretoras contendo óleo. Pequenas veias foliares sem células de transferência de  floema (6 géneros). Estípulas diminutas ou ausentes. 
Flores
Flores solitárias (raramente) ou agregadas em inflorescências. Quando agregadas, em cimes, espigas, corimbos ou panículas, raramente capitadas. As flores são andróginas, actinomórficas, diclamídeas, dialipétalas, raramente com  pétalas de tamanho reduzido ou abortadas, polistêmone (atrativo visual), anteras globosas, rimosas e bitecas. Flores  cíclicas. Hipanto livre presente (pétalas inseridas no cálice) bem desenvolvido. Disco hipógino presente (que alinha o hipanto, quando perigino). Brácteas involucrais ou sem brácteas envolventes.
Perianto de cálice distinta e corola. Flores polisépalas, ou gamosépalas (então às vezes que racham irregularmente em anteses, ou verter inteiro); regulares, Imbricado (geralmente quincuncial), ou valvado (ou rachando  irregularmente). Corola 45; Polipétalas (as pétalas quase sempre circular quando achatado), ou  gamopétalas;  Branco, ou amarelo, ou vermelho, ou rosa, ou roxo (não azul).
Androceu 45 (raramente), ou 8-10 (por vezes), ou 20-150. Membros do androceu ramificados ou não; Quando são  muitos, o amadurecendo é centrípeto; Livre do perianto; Todos são iguais ou marcadamente desiguais; Livres uns  dos outros ou coerentes; Os feixes androeciais  quando empacotados, alternando com os membros da corola, ou oposto aos membros da corola. Androeceu  exclusivamente de estames férteis, ou inclusive estaminodes (às vezes, quando androceu indefinido).
Estames ereto em broto, ou inflexo em broto (ou dobrado duas vezes), geralmente numerosos, desenvolvidos de dentro para fora da flor, livres a basalmente conados em 4 ou 5 fascículos. Anteras frequentemente providas de conectivo com uma cavidade apical secretora, são dorsifixadas; versátil; abre  através das fendas longitudinais, ou  através dos poros (raramente); bilocular (principalmente), ou unilocular (por  exemplo Corynanthera ); principalmente tetrasporangiada (mas trisporangiada em Corynanthera , e,  ocasionalmente, unisporangiada em Malleostemon ); Endotélio que desenvolvem com espessamentos fibrosos. Os grãos de pólen se abrem, colpado  (raramente), ou colporado (comumente), porado (às vezes sincolpado), mas geralmente tricolporados, com os sulcos fusionados; celulados (em 6 géneros).
Gineceu carpeado, sincárpico, inferior (normalmente, mais ou menos) ou parcialmente inferior (em diferentes graus, raramente quase superior).
Ovário geralmente ínfero a semi-ínfero, com placentação axial ou menos frequentemente parietal, com placentas intrusivas (por exemplo na feijoa). Óvulos 2 a numerosos por lóculo, anátropos a campilótropos. Disco epiginoso presente, ou ausente. Tegumento externo contribuindo ou não para o micrópilo. Células antípodas formadas, ou não formadas, mas quando formadas não proliferantes. Muito efémero. Endosperma de formação nuclear.
As flores de Myrtaceae são visitadas por múltiplas espécies de insectos, com destaque para as pertencentes ao grupo Meliponini (abelhas-sem-ferrão), especialmente pela espécie Melipona bicolor, que recolhem pólen das plantas desta família.
Frutos e sementes
Do tipo baga, raramente cápsula. O embrião das sementes é muito utilizado para a classificação das Myrtaceae em tribos. Cápsulas septicidas, loculicidas ou denticidas, por vezes circunscissíveis (tornando-se então operculadas por remoção do disco epiginoso). Sementes não-endospérmicas, aladas (por exemplo em algumas espécies de Eucalyptus) ou sem  asas. Embrião com cotilédones pequenos a grandes, às vezes conados, ou ambos dobrados ou retorcidos. Endosperma escasso ou ausente.
Tronco e madeira (anatomia axial)
Câmbio de cortiça presente; Inicialmente profundamente assentado, ou inicialmente superficial. Nodos tipicamente unilacunares. Tecidos vasculares primários em um cilindro, sem feixes separados; muito comumente bicolateral. Floema interno normalmente presente . Espessamento secundário desenvolvido a partir  de um anel cambial convencional. Raios medulares primários de largura, ou misturados largos e estreitos. O anel de madeira  difusa porosa. Os vasos são pequenos (tipicamente), ou médios (menos frequentemente), ou  grandes (raramente); Solitárias ou radialmente emparelhadas, ou em múltiplos radiais, ou agrupados, ou em arcos  tangenciais (mas tipicamente exclusivamente solitários). O recipiente termina em paredes simples (geralmente), ou  escalariforme. Os vasos com orifícios revestidos; Com espessamento espiral, ou sem espessamento espiral. O xilema é axial com traqueídeos, ou sem traqueídeos, em geral com traqueides vasicentricos. Com traqueídeos de fibras (usualmente), ou sem traqueídeos de fibras; Com fibras libriformes, ou sem fibras libriformes; incluindo  fibras septadas, ou sem fibras septadas. As fibras sem espessamento espiral. O parênquima apotraqueal, ou  paratraqueal, ou apotraqueal e paratraqueal. O floema secundário estratificados em zonas difíceis (fibroso) e  macios (parenquimatoso) (geralmente), ou não estratificada (por exemplo em Darwinia e Verticordia).
Tipo reprodutivo e polinização
Plantas hermafroditas (geralmente). Polinização entomófila ou ornitófila, com mecanismo visivelmente especializado (Chamelaucium e alguns parentes, com a apresentação do pólen através de uma parte modificada do estilo), ou não  especializado (principalmente).
O número cromossómico básico predominante é n=11 (2n=22), mas varia no intervalo de 5 a 12. Conhecem-se casos de diploidia e poliploidia, com n=22 até n=88, a nível intra e interespecífico.

### Diversidade
Estimativas recentes sugerem que a família Myrtaceae inclui aproximadamente 5950 espécies repartidas por cerca de 132 géneros. A família apresenta uma distribuição natural alargada, estando presente nas regiões tropicais e temperadas quentes de toda a Terra, sendo comum em muitos dos centros de biodiversidade. Muitas novas espécies continuam a ser descritas anualmente, oriundas das vasta região onde as Myrtaceae estão presentes. Pelas mesmas razões, são descritos novos géneros quase todo os anos e a circunscrição taxonómica de outros continua a não ser consensual, levando a frequentes revisões.
Os géneros com frutos capsulares, tais como Eucalyptus, Corymbia, Angophora, Leptospermum e Melaleuca, estão ausentes das Américas, com excepção de Metrosideros que está presente no Chile e Argentina. Os géneros com frutos carnosos apresentam a sua máxima diversidade no leste da Austrália e na Malésia (a ecozona da Australásia) e nos Neotrópicos.
O género Eucalyptus é dominante, e quase ubíquito, na maior parte das regiões mésicas da Austrália, estendendo a sua área de distribuição natural esporadicamente para norte até algumas regiões dasFilipinas. A espécie Eucalyptus regnans é a mais alta planta com flor que se conhece.
Outros importantes géneros australianos são Callistemon (lava-garrafas), Syzygium e Melaleuca (casca-de-papel). As espécies do géneros Osbornia, nativas da Australásia, são típicas dos mangais. Os géneros Eugenia, Myrcia e Calyptranthes estão entre os maiores em número de espécies de entre os géneros vegetais que ocorrem na região neotropical.
Historicamente as Myrtaceae foram subdivididas em duas subfamílias: (1) a subfamília Myrtoideae (com cerca de 75 géneros) caracterizada por apresentar frutos carnosos e folhas inteiras e opostas; e (2) a subfamília Leptospermoideae (com cerca de 80 géneros) que, pelo contrário, se caracteriza por apresentar frutos secos e deiscentes (cápsulas) e folhas arranjadas em espiral ou alternadas.
A maioria dos géneros na subfamília Myrtoideae apresenta um de três tipos característicos de embriões, facilmente reconhecíveis. Os géneros de Myrtoideae são em geral muito difíceis de identificar na ausência de frutos maduros. As Myrtoideae ocorrem nas regiões subtropicais e tropicais de todo o mundo, com centros de diversidade nos neotrópicos, nordeste da Austrália e Malésia.
As Leptospermoideae ocorrem maioritariamente na Australásia, com um centro de diversidade na Austrália. Muitos géneros da Austrália Ocidental (Western Australia) apresentam folhas muito reduzidas e flores típicas de habitats xéricos.
A divisão clássica das Myrtaceae em Leptospermoideae e Myrtoideae foi posta em causa por muitos autores, que identificaram pelo menos 14 tribos ou clades entre as Myrtaceae e provaram que na acepção clássica o agrupamento Myrtoideae era polifilético. Estudos de biologia molecular realizados por diversos autores mostraram, pelo menos desde 2008, que nesta família os frutos carnosos evoluíram pelo menos duas vezes a partir de frutos capsulares, e que como tal a classificação clássica em duas subfamílias não retrata com fidelidade a história filogenética (ou evolucionária) da família.
Os géneros Heteropyxis e Psiloxylum foram tratados como famílias autónomas por muitos autores, considerados então como as famílias Heteropyxidaceae e Psiloxylaceae. Contudo, estudos mais recentes demonstram que estes géneros devem ser incluídos na família, acreditando-se que representem as mais antigas linhagens extantes de Myrtaceae.
As mais recentes classificações reconhecem 17 tribos e duas subfamílias, as Myrtoideae e as Psiloxyloideae, com base na análise filogenética do ADN dos plastídeos.

## Sistemática

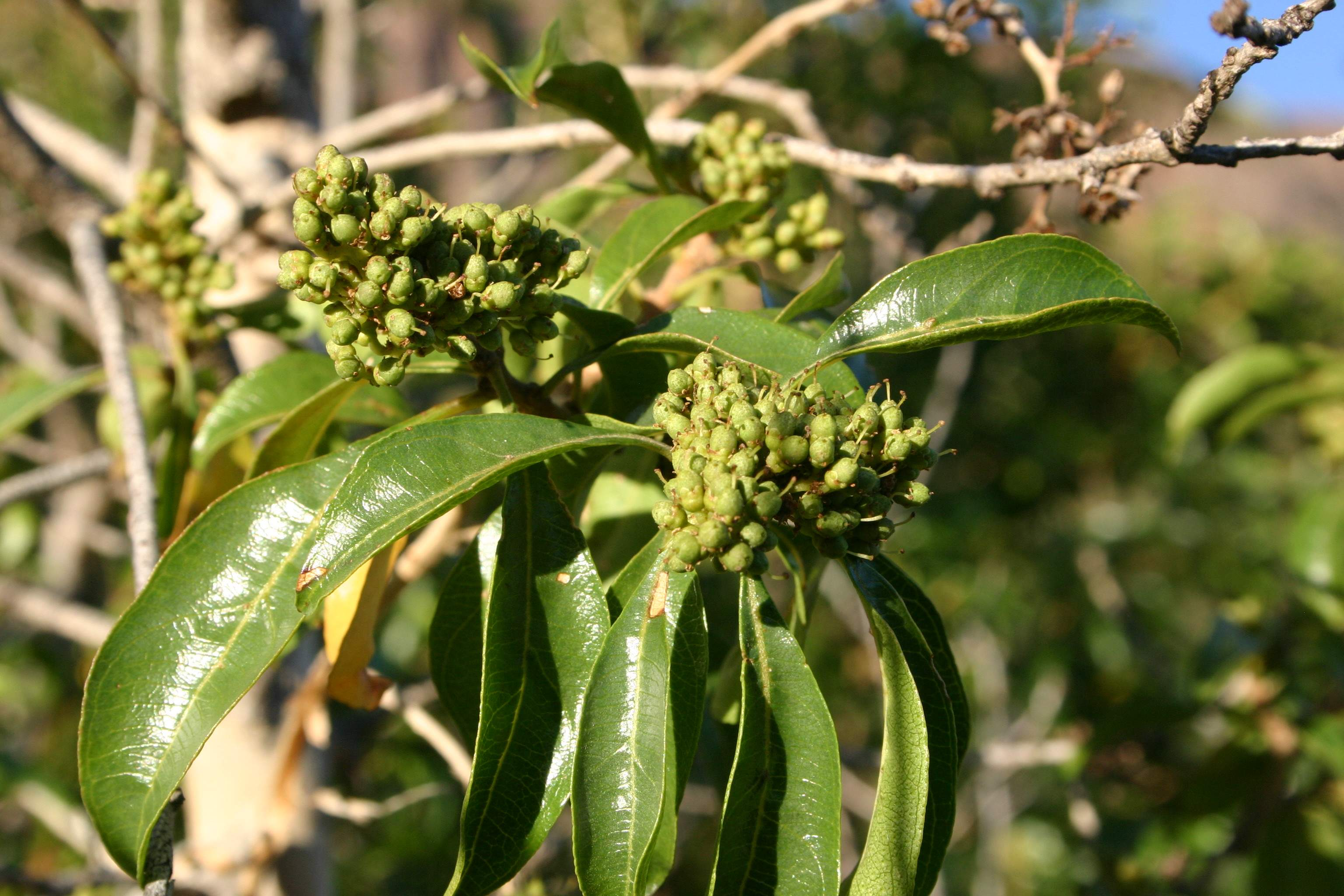
Subfamília Psyloxyloideae: folhagem e frutos imaturos de Heteropyxis natalensis

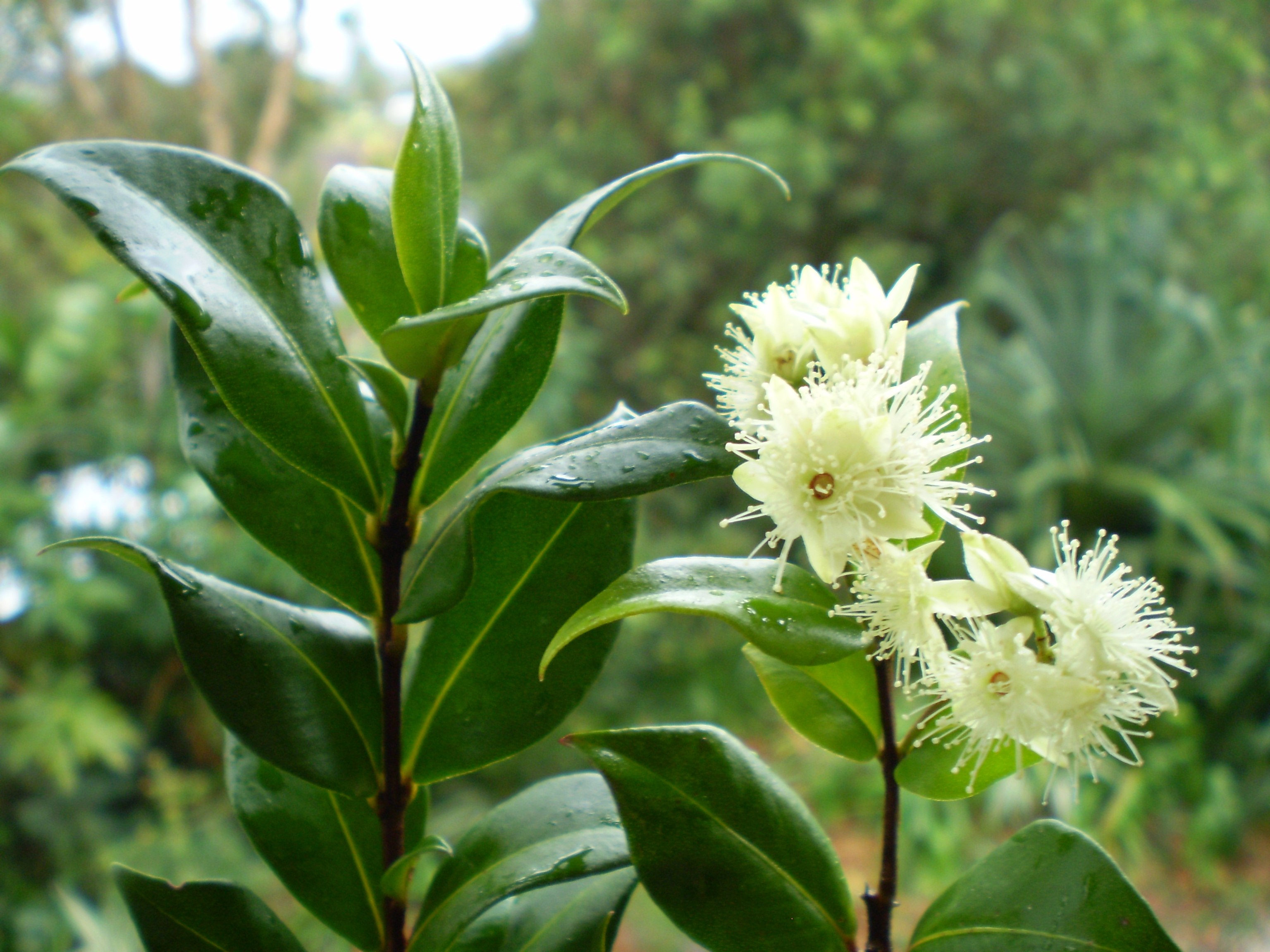
Tribo Backhousieae: folhagem e flores de Backhousia myrtifolia

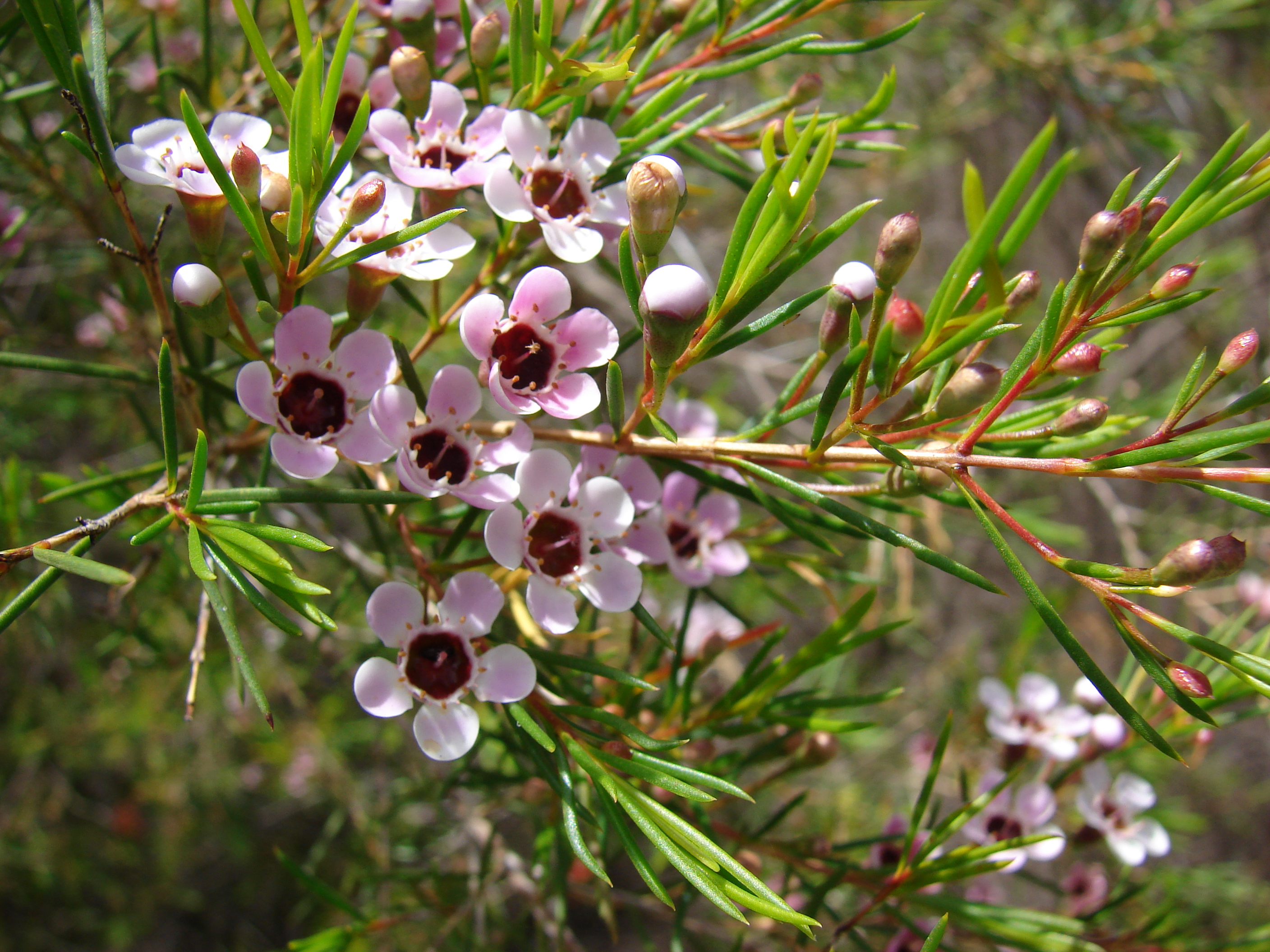
Tribo Chamelaucieae: ramos, folhagem e flores de Chamelaucium uncinatum

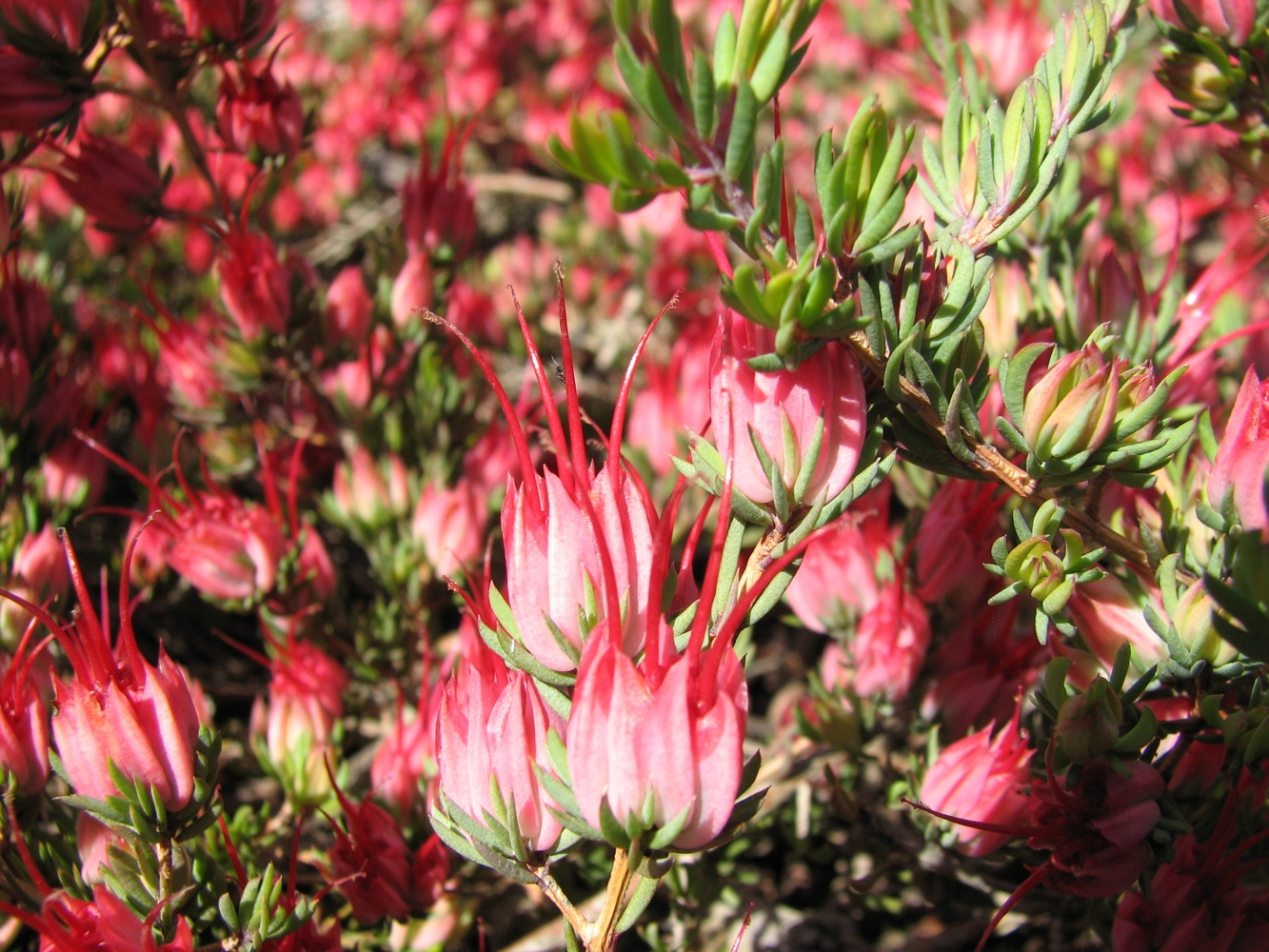
Tribo Chamelaucieae: inflorescência capitulada de Darwinia taxifolia subsp. macrolaena

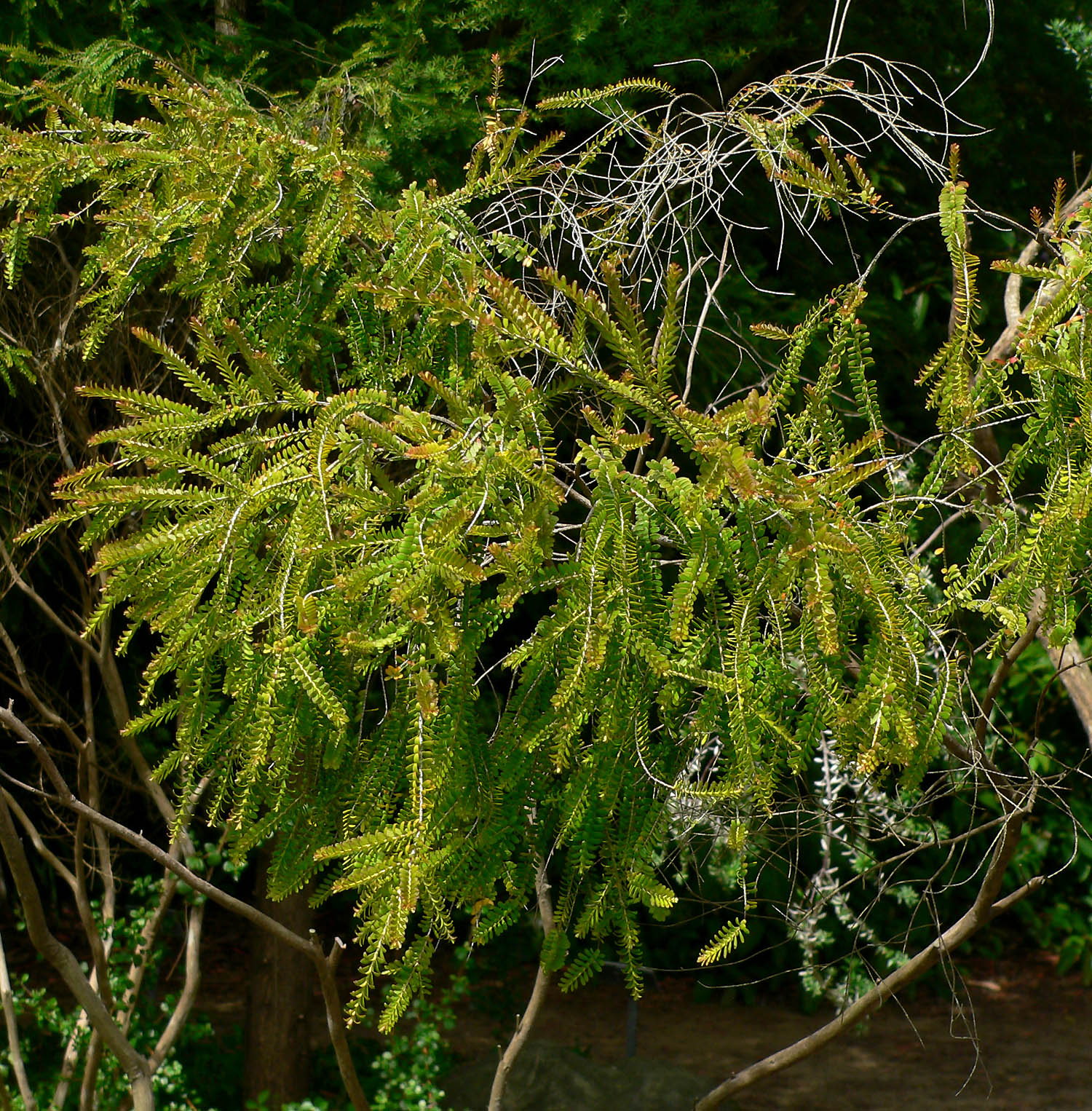
Tribo Chamelaucieae: hábito e folhas relativamente pequenas de Triplarina imbricata

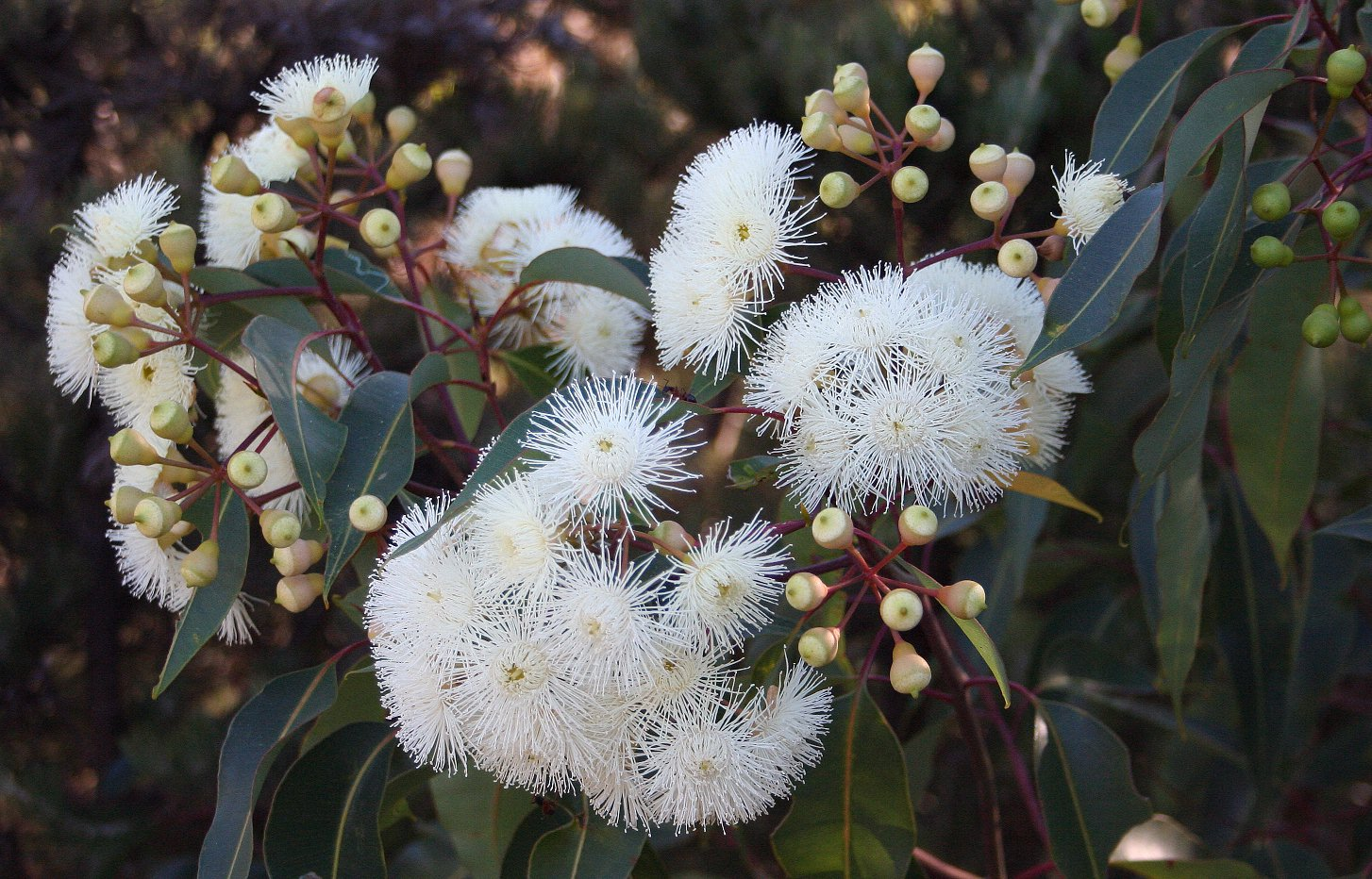
Tribo Eucalypteae: ramos, folhagem e inflorescência de Corymbia calophylla

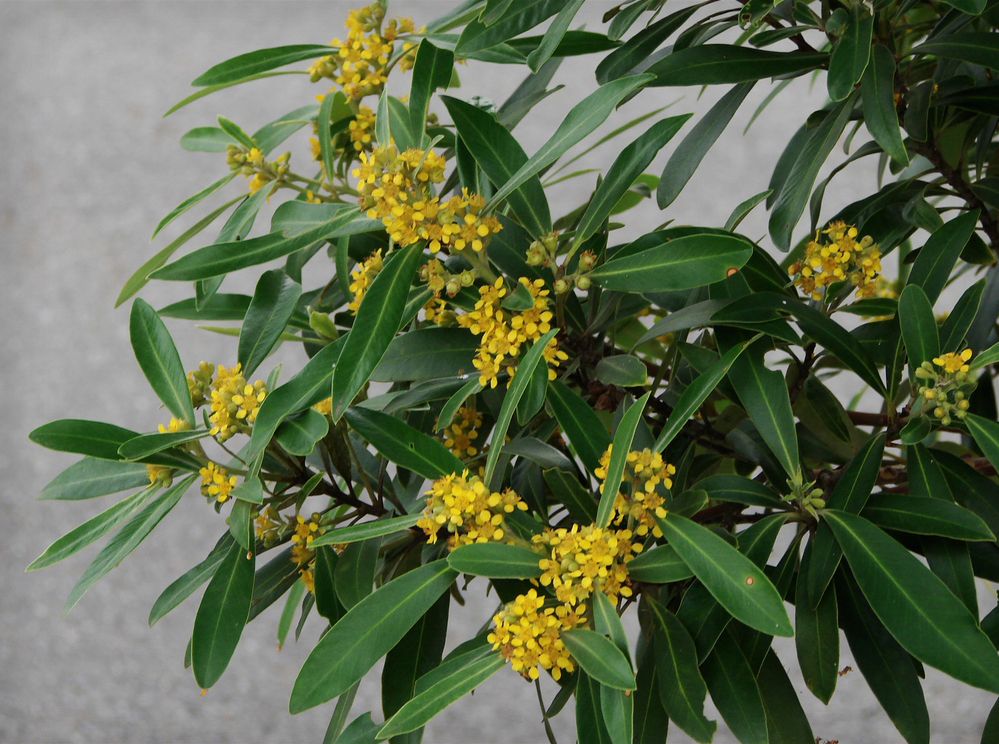
Tribo Kanieae: ramos, folhagem e flores de Tristaniopsis laurina.

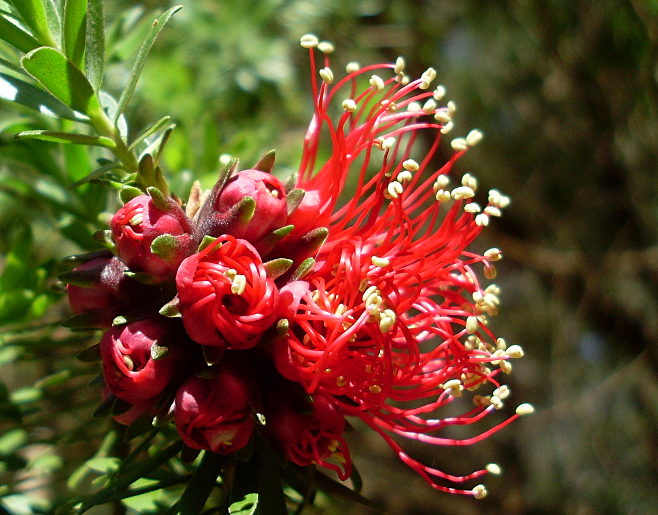
Tribo Leptospermeae: ramos, folhagem e flores de Kunzea baxteri.

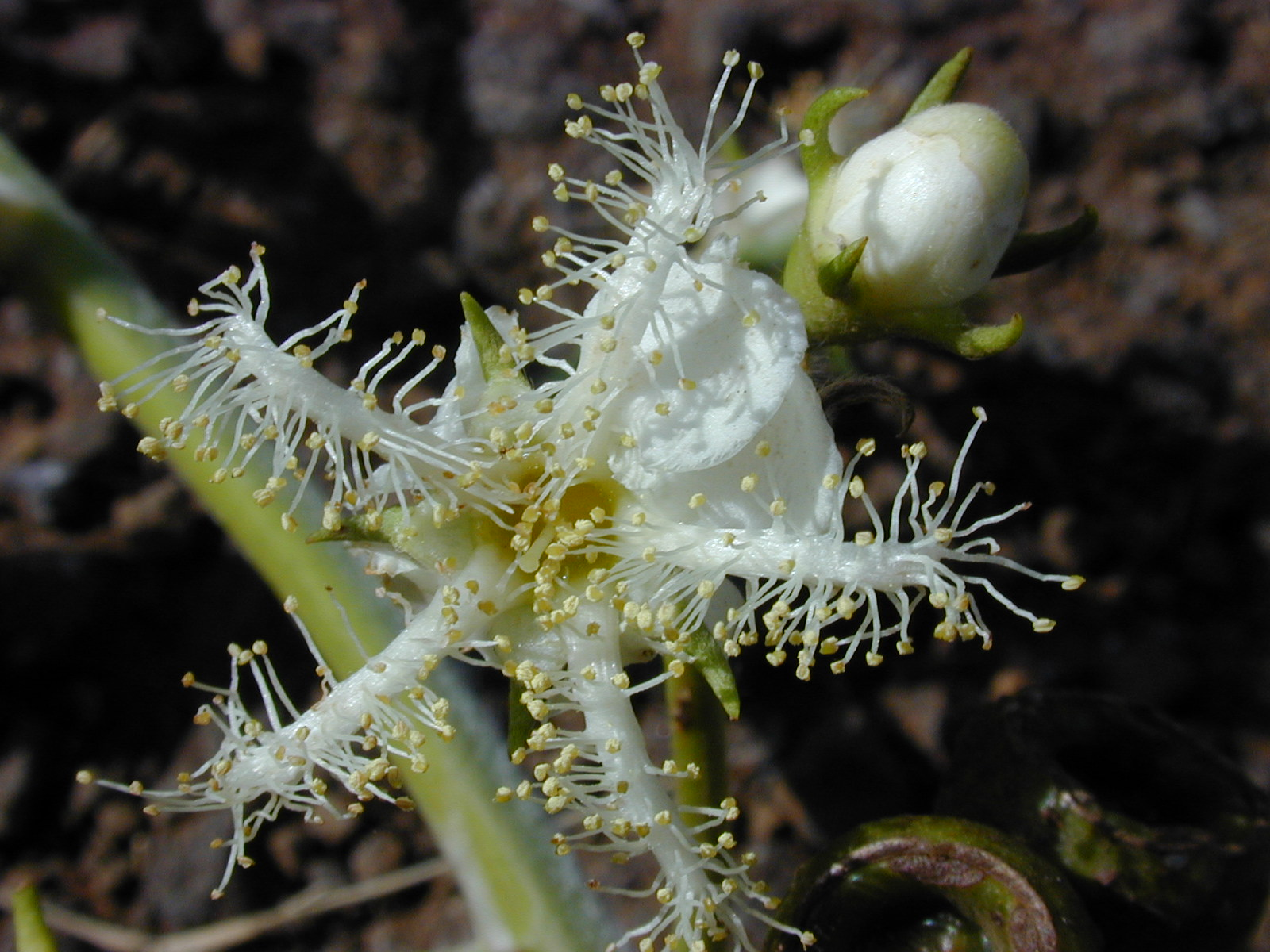
Tribo Lophostemoneae: flores pentâmeras de Lophostemon confertus com cinco grupos de estames.

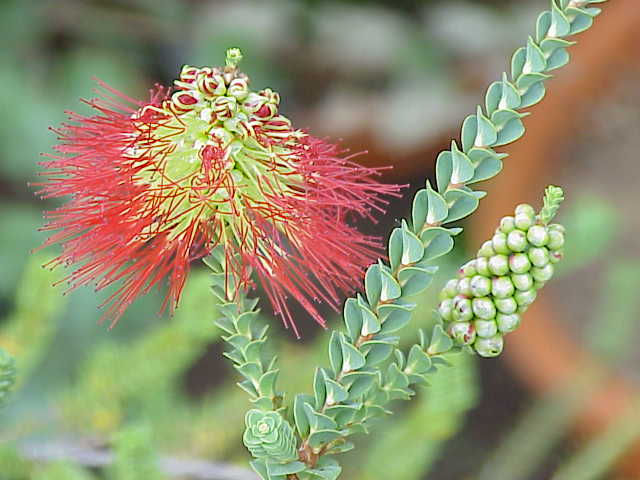
Tribo Melaleuceae: pecíolo e ramo com folhagem relativamente pequena de Beaufortia orbifolia.

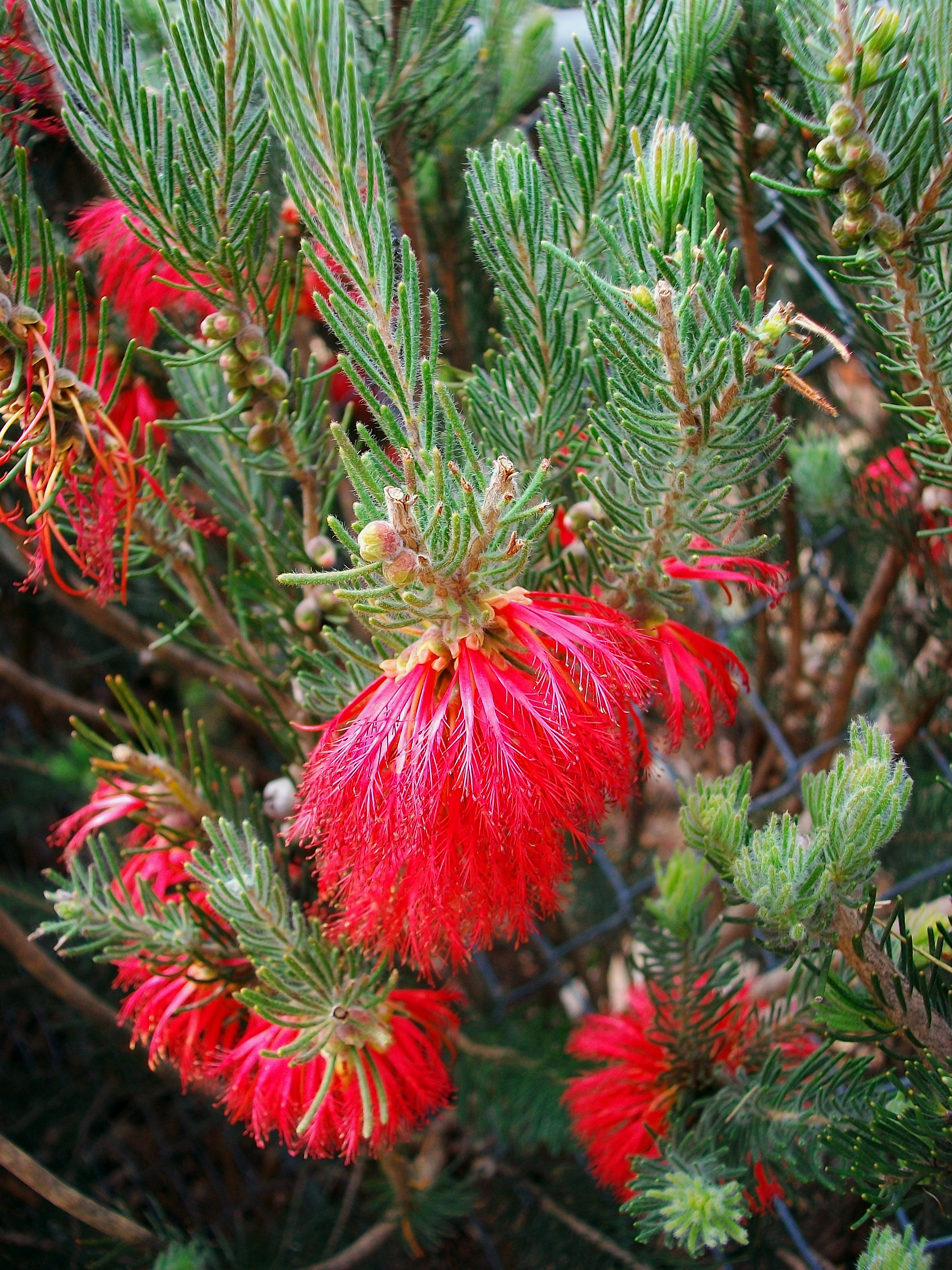
Tribo Melaleuceae: folhagem e flores de Calothamnus quadrifidus

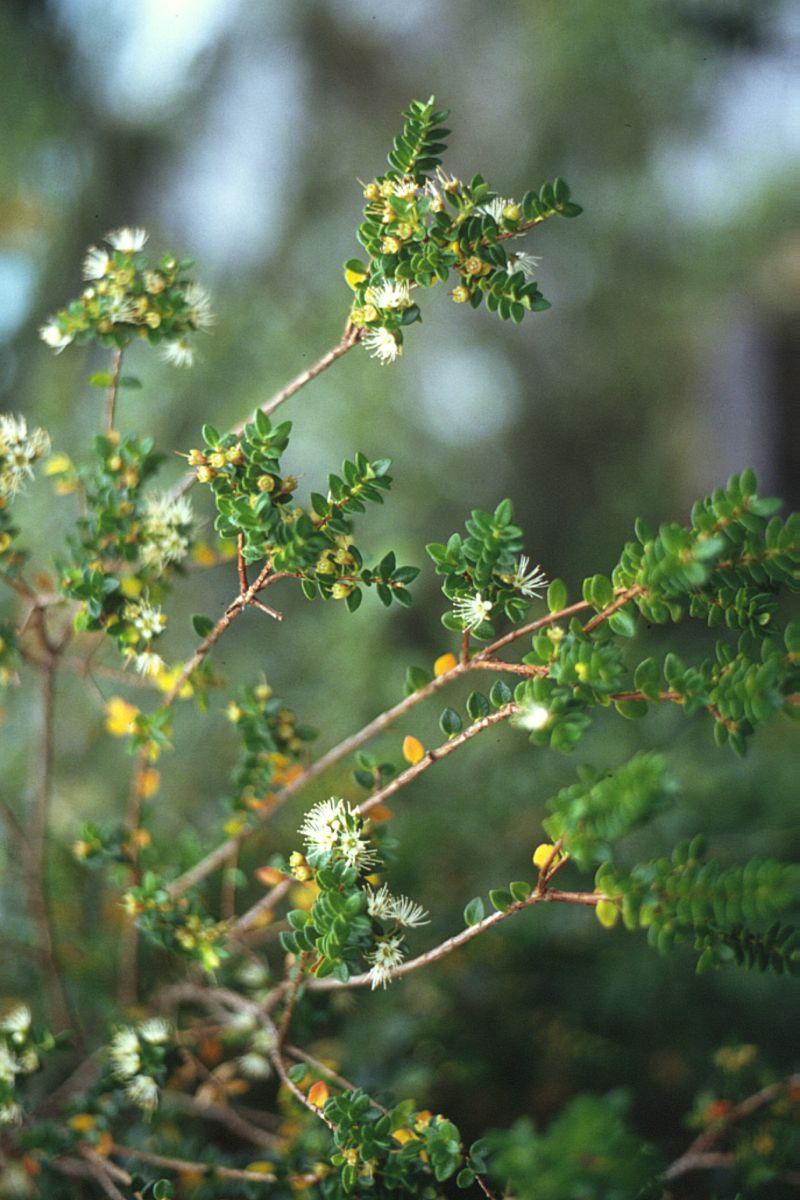
Tribo Metrosidereae: ramos, folhagem e flores de Tepualia stipularis.

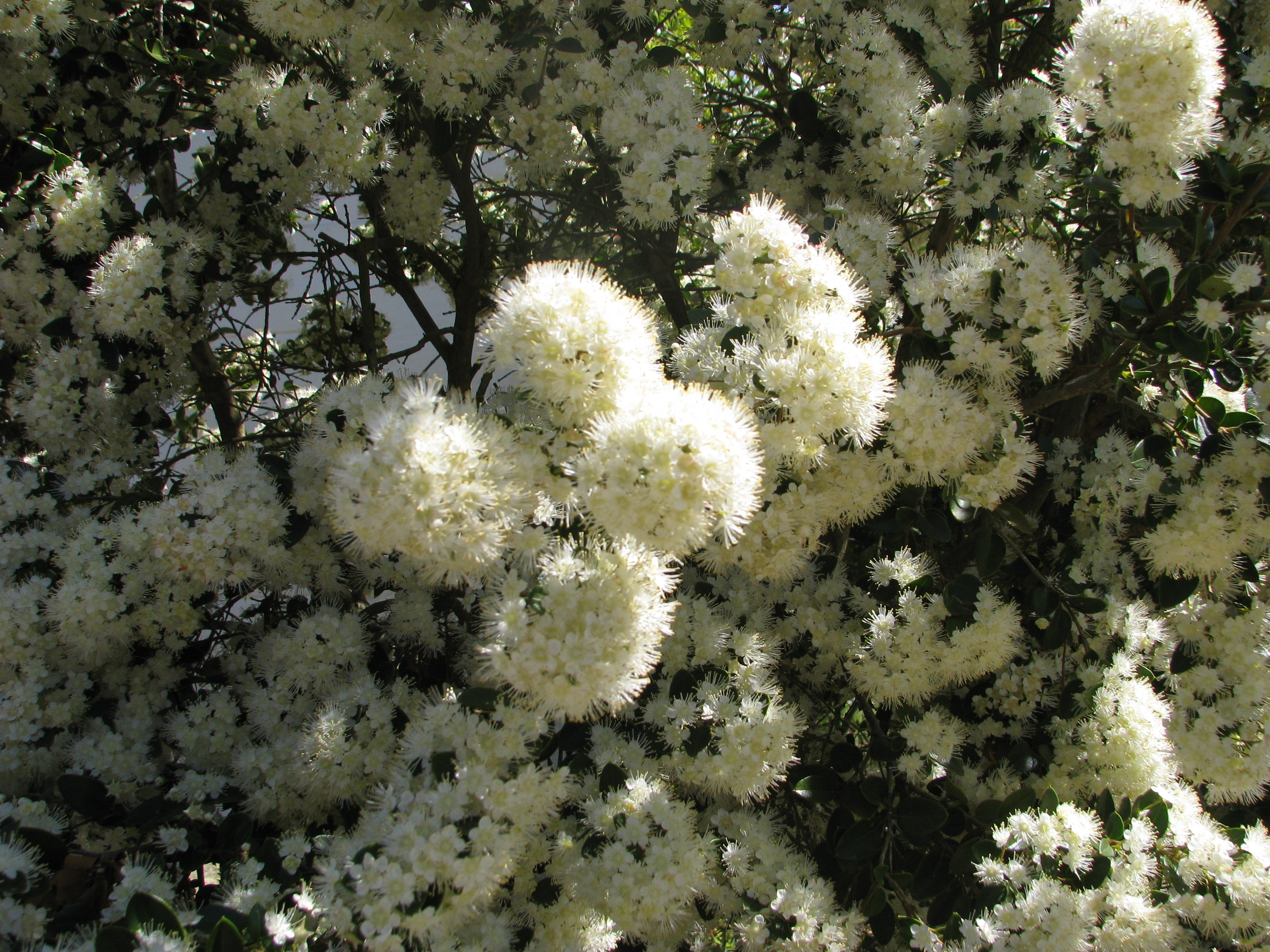
Tribo Myrteae: inflorescência de Amomyrtus luma.

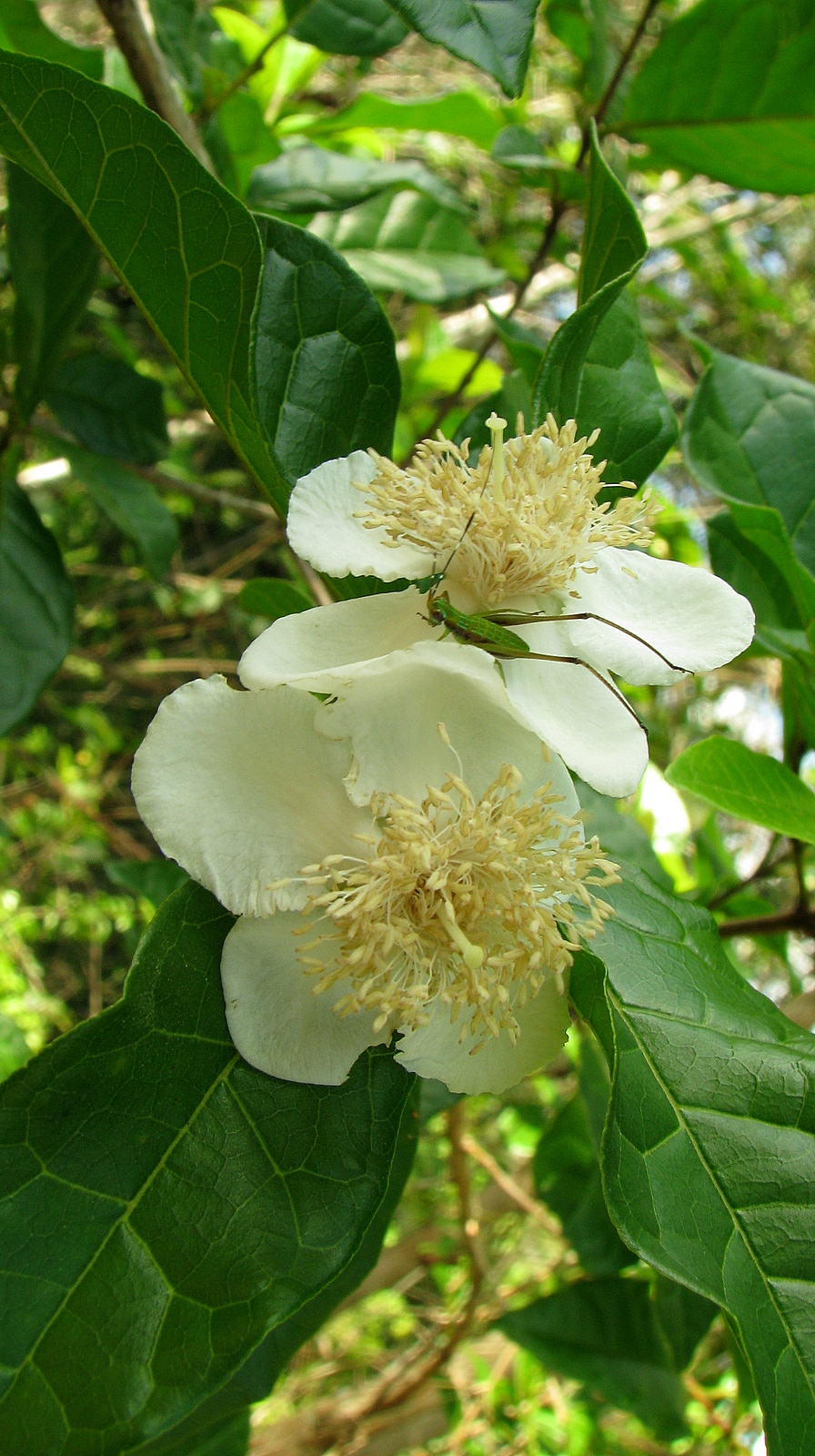
Tribo Myrteae: flores de Campomanesia viatoris.

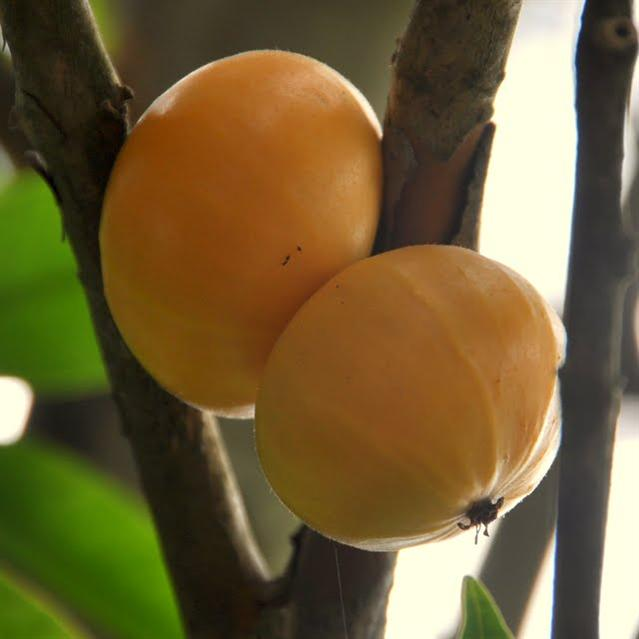
Tribo Myrteae: frutos de Plinia edulis.

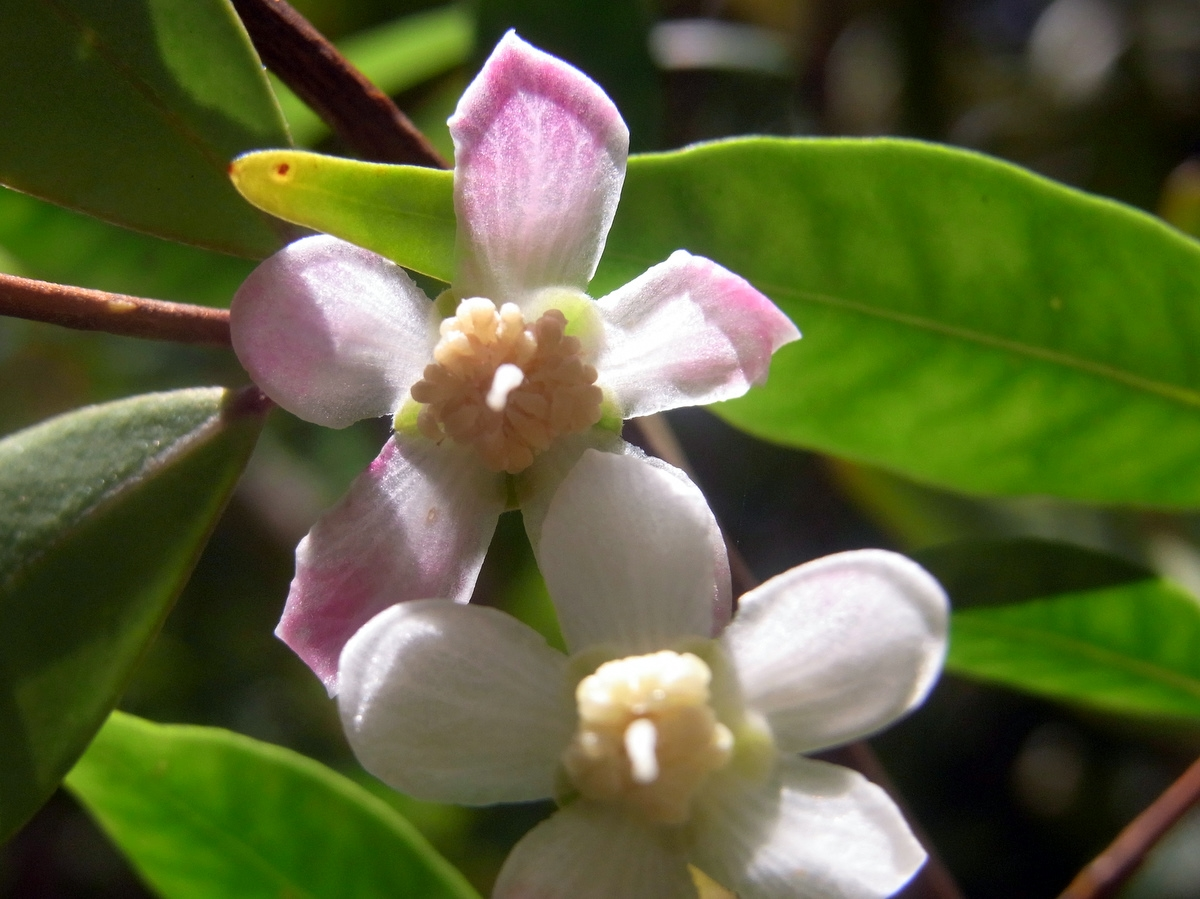
Tribo Myrteae: flores de Uromyrtus australis

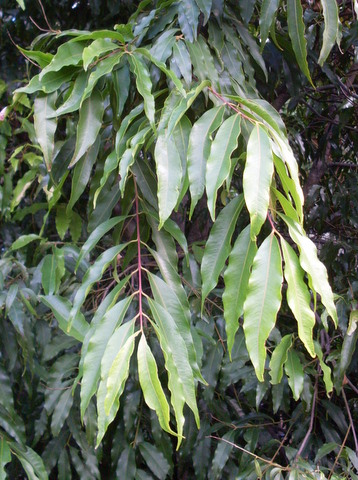
Tribo Syzygieae: ramos com gegenständigen folhagem de Waterhousea floribunda

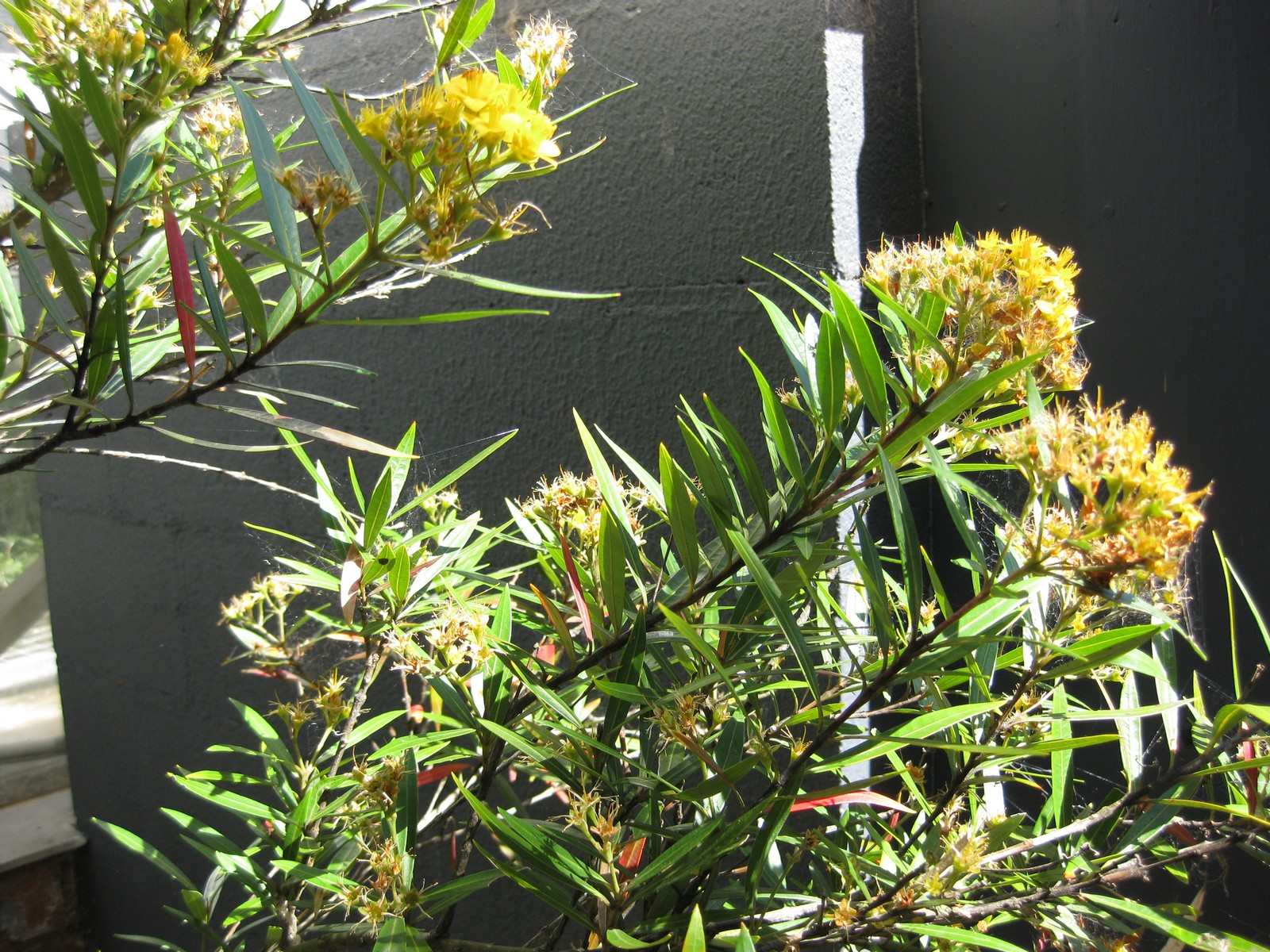
Tribo Tristanieae: ramos, folhagem e flores de Tristania neriifolia

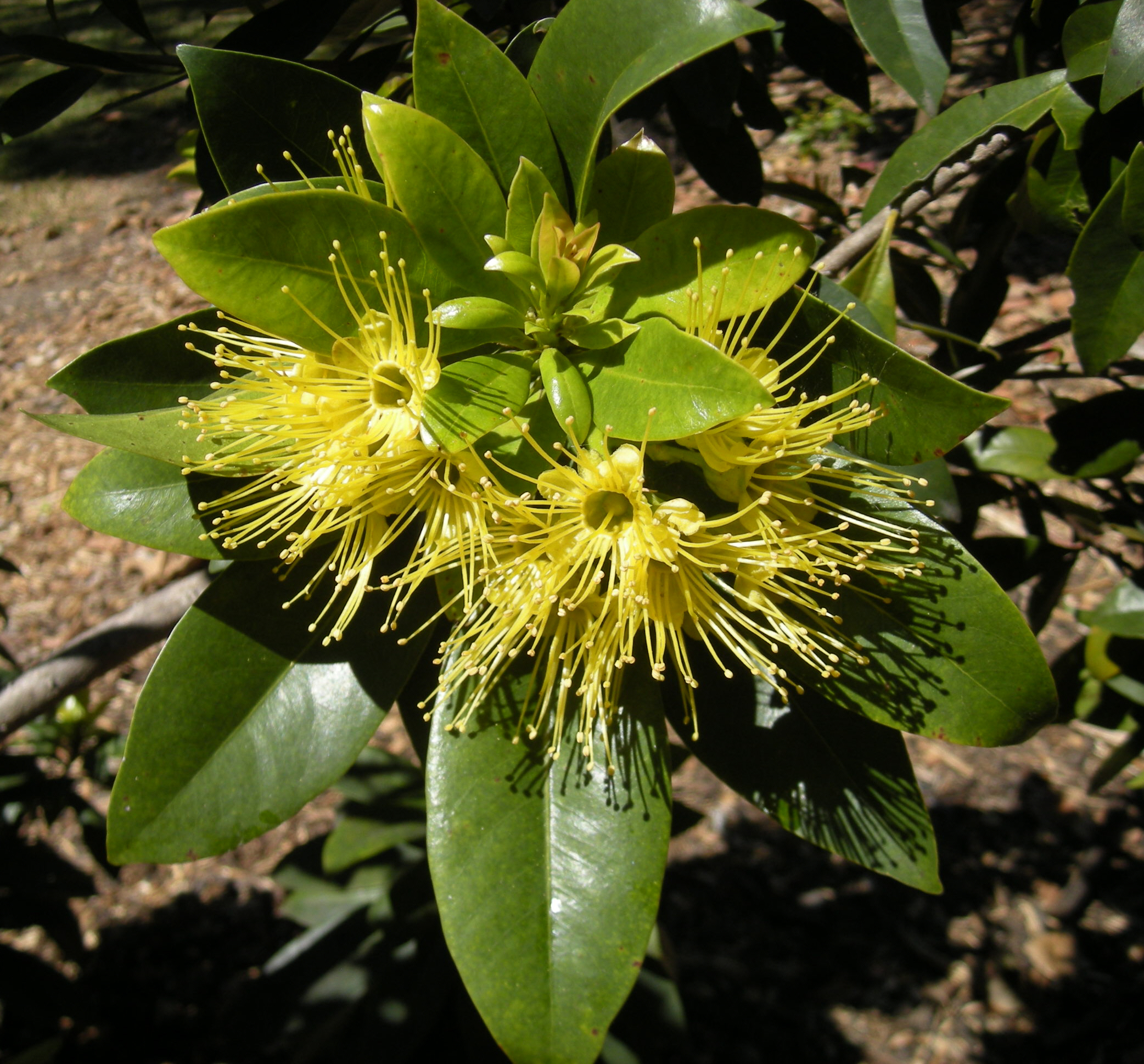
Tribo Xanthostemoneae: ramos, folhagem e flores de Xanthostemon chrysanthus

A família Myrtaceae foi estabelecida em 1789 por Antoine Laurent de Jussieu na sua obra Genera Plantarum, pp. 322–323, como Ordo VII, Myrti, Les Myrtes. O género tipo é Myrtus L. A família Myrtaceae Juss. tem, entre outros, como sinónimos taxonómicos: Heteropyxidaceae Engl. & Gilg nom. cons., Kaniaceae Nakai, Leptospermaceae Bercht. & J.Presl, Myrrhiniaceae Arn. e Psiloxylaceae Croizat.
A posição filogenética tradicional da família Mystaceae no sistema taxonómico é na divisão Magnoliophyta, incluída na classe Magnoliopsida na qual constitui a ordem Myrtales, posição que manteve no sistema APG III de 2009, confirmada no sistema APG IV de 2016.
É uma das famílias mais complexas do ponto de vista taxonómico, tanto pelo número de espécies como pela escassez de estudos de biologia molecular capazes de esclarecer as relações filogenéticas internas e externa do agrupamento. A posição do agrupamento Myrtales dentro dos rosídeos foi considerada instável face aos resultados de uma análise de rbcL de todas as angiospermas. No entanto, esses estudos oferecem algum suporte para considerar a família, na sua presente circunscrição taxonómica como o grupo irmão de todos os outros rosídeos, excepto Geraniales, Vitales e Saxifragales. Contudo, outros estudos sugerem que será um grupo irmão de Geraniales, sendo o agrupamento combinado grupo irmão de todos os outros malvídeos.
Por outro lado, a posição de Combretaceae parece ainda não ser clara, embora existam dados que dão pelo menos algum apoio para uma posição de grupo irmão do agrupamento [ Onagraceae + Lythraceae ]. Alguns aspectos da anatomia (cavidades revestidas), algumas características morfológicas (tipo de folha geral e inserção) e dados moleculares sugerem fortemente que a família Vochysiaceae deve ser incluída em Myrtales, mas à primeira vista as flores espontâneas monossimétricas distintivas dessa família são bastante diferentes das do resto da ordem.

### Estrutura taxonómica
A família Myrtaceae foi em 2005 subdividida em duas subfamílias com 17 tribos agrupando de 131 a 138 géneros, com cerca de 4620 espécies:
- Subfamília Psiloxyloideae— contém apenas duas tribos, cada uma delas com um género, totalizando quatro espécies:
  - Tribo Heteropyxideae Harv. — contém apenas um género monotípico:
    - Heteropyxis Harv. — com três espécies da África do Sul.

  - Tribo Psiloxyleae — contém apenas um género monotípico:
    - Psiloxylum Thouars ex Tul. — com apenas uma espécie:
      - Psiloxylum mauritianum (Bouton ex Hook. f.) Baill. — nativa das ilhas Mascarenhas. É uma árvore dioica ou poligamomonoica.

- Subfamília Myrtoideae Sweet — contém 15 tribos:
  - Tribo Backhousieae Peter G.Wilson — contém apenas dois géneros:
    - Backhousia Hook. & Harv. — as cerca de oito espécies que ocorrem em Queensland e New South Wales.
    - Choricarpia Domin — com apenas duas espécies que ocorrem em Queensland e New South Wales (Austrália).

  - Tribo Chamelaucieae — maioritariamente com flores relativamente pequenas, produzem frutos secos uniloculares. Todas as espécies, com excepção de uma que é polinizada por aves, são polinizadas por insectos.[38] A tribo agrupa cerca de 30 géneros, com centro de diversidade na Austrália:
    - Actinodium Schauer — com apenas uma espécie:
      - Actinodium cunninghamii Schauer ex Lindl. — ocorre apenas no sudoeste da Western Australia (Austrália).

    - Aluta Rye & Trudgen — as cerca de cinco espécies ocorrem na Austrália.
    - Astartea DC. — as cerca de 9 espécies, nativas do sudoeste da Austrália.
    - Astus Trudgen & Rye — as cerca de quatro espécies são nativas do sudoeste da Austrália.
    - Babingtonia Lindl. — as cerca de 75 espécies ocorrem na Nova Caledónia, Bornéu e Austrália (cerca de 70 espécies).
    - Baeckea L. — as cerca de 75 espécies são nativas da Ásia, Nova Caledónia e Austrália.
    - Balaustion Hook. — com apenas uma espécie:
      - Balaustion pulcherrimum Hook. — nativa do sudoeste da Austrália.[38]

    - Calytrix Labill. — as cerca de 75 espécies são nativas da Austrália.
    - Chamelaucium Desf. — as cerca de 13 espécies são nativas do sudoeste da Austrália.
    - Cheyniana Rye — co  apenas duas espécies, nativas do sudoeste da Austrália.[38]
    - Corynanthera J.W.Green — com apenas uma espécie:
      - Corynanthera flava J.W.Green — ocorre apenas em Western Australia.

    - Cyathostemon Turcz. — as cerca de quatro espécies ocorrem em Western Australia.[39]
    - Darwinia Rudge — as cerca de 51 espécies são nativas da Austrália.
    - Enekbatus Trudgen & Rye — as cerca de 10 espécies são nativas do sudoeste da Western Australia.[40]
    - Euryomyrtus Schauer — as cerca de sete espécies são nativas da Austrália.
    - Harmogia Schauer — com apenas uma espécie:
      - Harmogia densifolia (Sm.) Schauer  — nativa do leste da Austrália.

    - Homalocalyx F.Muell. — as cerca de 11 espécies são nativas da Austrália.
    - Homoranthus A.Cunn. ex Schauer — as cerca de 22 espécies são nativas da Austrália.
    - Hypocalymma (Endl.) Endl. — contém 22 espécies.
    - Malleostemon J.W.Green — as cerca de seis espécies são nativas do sudoeste da Austrália.
    - Micromyrtus Benth. — as cerca de 22 espécies são nativas da Austrália.
    - Ochrosperma Trudgen — as cerca de cinco espécies que ocorrem em Queensland e New South Wales.
    - Oxymyrrhine Schauer— com apenas quatro espécies, nativas do sul da Western Australia.[41]
    - Pileanthus Labill. — as cerca de oito espécies ocorrem em Western Australia.
    - Rinzia Schauer — as cerca de 12 espécies são nativas do sudoeste da Austrália.
    - Scholtzia Schauer — as cerca de 13 espécies são nativas do sudoeste da Austrália.
    - Tetrapora Schauer — com um pequeno número de espécies na Austrália.[39]
    - Thryptomene Endl. — as cerca de 32 espécies são nativas da Austrália.
    - Triplarina Raf. — as cerca de 7 espécies que ocorrem em Queensland e New South Wales.
    - Verticordia DC. — as cerca de 100 espécies, nativa da Austrália.

  - Tribo Eucalypteae Peter G.Wilson — contém sete géneros:
    - Allosyncarpia S.T.Blake — com apenas uma espécie:
      - Allosyncarpia ternata S.T.Blake — ocorre apenas em Northern Territory (Austrália).

    - Angophora Cav. — as cerca de 13 espécies são nativas da Austrália.
    - Arillastrum Pancher ex Baill. — com apenas uma espécie:
      - Arillastrum gummiferum (Brongn. & Gris) Pancher ex Baill. — ocorre apenas na região central e sueste da Nova Caledónia.

    - Corymbia K.D.Hill & L.A.S.Johnson — as 95 a 115 espécies ocorrem na Nova Guiné e Austrália.
    - Eucalyptopsis C.T.White — com apenas duas espécies, nativas de Maluku e Nova Guiné.
    - Eucalyptus L'Hér. — com 620 a 810 espécies, nativas principalmente da Austrália; apenas 16 espécies ocorrem fora da Austrália, ainda assim confinadas à Malésia e Nova Guiné.
    - Stockwellia D.J.Carr et al. — com apenas uma espécie:
      - Stockwellia quadrifida D.J.Carr, S.G.M.Carr & B.Hyland — ocorre apenas em Queensland.

  - Tribo Kanieae Peter G.Wilson ex Reveal — contém 8 géneros:
    - Barongia Peter G.Wilson & B.Hyland — com apenas uma espécie:
      - Barongia lophandra Peter G.Wilson & B.Hyland — é um endemismo que ocorre apenas em Queensland (na State Forest Reserve 755, nas áreas florestais de Palmerston, Barong e Brewer), em altitudes entre 50 e 200 m, em florestas tropicais húmidas bem desenvolvidas.[42]

    - Basisperma C.T.White — com apenas uma espécie:
      - Basisperma lanceolata C.T.White — ocorre apenas em Papua Nova Guiné.

    - Kania Schltr. — as cerca de seis espécies são nativas das Filipinas e Nova Guiné.
    - Lysicarpus F.Muell. — com apenas uma espécie:
      - Lysicarpus angustifolius (Hook.) Druce — ocorre apenas em Queensland.

    - Mitrantia Peter G.Wilson & B.Hyland — com apenas uma espécie:
      - Mitrantia bilocularis Peter G.Wilson & B.Hyland — ocorre apenas no norte da Queensland.

    - Ristantia Peter G.Wilson & J.T.Waterh. — com apenas três espécies, confinadas ao norte e nordeste de Queensland (Austrália).
    - Sphaerantia Peter G.Wilson & B.Hyland — com apenas duas espécies, restritas ao norte de Queensland.
    - Tristaniopsis Brongn. & Gris — as cerca de 40 espécies são nativas da Austrália, Nova Caledónia, Malésia, Burma e Tailândia.

  - Tribo Leptospermeae — contém sete géneros:
    - Agonis (DC.) Sweet — as cerca de seis espécies, com distribuição restrita à Western Australia.
    - Asteromyrtus Schauer — as cerca de sete espécies são nativas da Nova Guiné e Austrália.
    - Homalospermum Schauer — com apenas uma espécie:
      - Homalospermum firmum Schauer — nativas do sudoeste da Austrália.

    - Kunzea Rchb. (sin.: Tillospermum Salisb., Pentagonaster Klotzsch, Salisia Lindl., Stenospermum Sweet ex Heynh., Angasomyrtus Trudgen & Keighery) — as cerca de 36 espécies ocorrem na Nova Zelândia e Austrália (todas as espécies), entre as quais:
      - Kunzea ericoides (A.Rich.) JoyThomps.

    - Leptospermum J.R.Forst. & G.Forst. — as cerca de 79 espécies são nativas do Sueste da Ásia, Nova Guiné, Austrália (77 espécies) e Nova Zelândia.
    - Neofabricia Joy Thomps.— com apenas três espécies, confinadas ao norte da Queensland.
    - Pericalymma (Endl.) Endl. — as cerca de quatro espécies são nativa do sueste da Austrália.

  - Tribo Lindsayomyrteae Peter G.Wilson — contém apenas um género monotípico:
    - Lindsayomyrtus B.Hyland & Steenis — com apenas uma espécie:
      - Lindsayomyrtus racemoides (Greves) Craven — nativa da região que vai das Molucas ao norte de Queensland.

  - Tribo Lophostemoneae Peter G.Wilson — contém 4 géneros:
    - Kjellbergiodendron Burret — com apenas uma espécie:
      - Kjellbergiodendron celebicum (Koord.) Merr. — ocorre apenas em Sulawesi.

    - Lophostemon Schott — as quatro espécies são nativas da Austrália e Nova Guiné.
    - Welchiodendron PeterG.Wilson & J.T.Waterh. — com apenas uma espécie:
      - Welchiodendron longivalve (F.Muell.) Peter G.Wilson & J.T.Waterh. — ocorre apenas na Nova Guiné e no norte de Queensland.

    - Whiteodendron Steenis — com apenas uma espécie:
      - Whiteodendron moultonianum (W.W.Sm.) Steenis — ocorre apenas em Bornéu.

  - Tribo Melaleuceae — contém 7 géneros:
    - Beaufortia R.Br. — as cerca de 21 espécies são nativas do sudoeste da Austrália.
    - Callistemon R.Br. — as cerca de 30 espécies que ocorrem na Nova Caledónia e Austrália (26 espécies).
    - Calothamnus Labill. — as cerca de 43 espécies são nativas do sudoeste da Austrália.
    - Eremaea Lindl. — as cerca de 16 espécies são nativas do oeste da Austrália.
    - Melaleuca L. — com 220 a 280 espécies, com distribuição natural principalmente na Austrália (215 espécies) e na Nova Guiné, mas ocorrendo também na Malésia e na Nova Caledónia.
    - Phymatocarpus F.Muell. — com apenas duas espécies, nativas da Western Australia.
    - Regelia Schauer — as cerca de cinco espécies são nativas do sudoeste da Austrália.

  - Tribo Metrosidereae Peter G.Wilson — contém dois géneros:
    - Metrosideros Banks ex Gaertn. (sin.: Agalmanthus (Endl.) Hombr. & Jacquinot, Ballardia Montrouz., Carpolepis (J.W.Dawson) J.W.Dawson, Mearnsia Merr., Microsideros Baum.-Bod. nom. inval.): com cerca de 55 espécies, originalmente ausente da Austrália, com distribuição natural desde a região do Cabo e da região que vai das ilhas Ogosawara à Malésia e às ilhas do Pacífico. Inclui as espécies neozelandesas Metrosideros umbellata e Metrosideros robusta e a pohutukawa das ilhas Hawaii.
    - Tepualia Griseb. — com apenas uma espécie:
      - Tepualia stipularis (Hook. & Arn.) Griseb. — nativa do centro e sul do Chile e do sudoeste da Argentina.

  - Tribo Myrteae — com frutos carnudos do tipo baga ou drupa (fruto com caroço). A tribo tem o seu centro de diversidade na região neotropical (Neotropis) e também no região sul da Oceânia. A tribo contém cerca de 54 géneros:
    - Acca O.Berg — com três a seis espécies, nativas da região que vai do Peru ao Uruguai, entre as quais:
      - Acca sellowiana (O.Berg) Burret — a feijoa.
      - Acca lanuginosa (Ruiz & Pav. ex G.Don) McVaugh

    - Accara Landrum — com apenas uma espécie:
      - Accara elegans (DC.) Landrum — endémica do estado de Minas Gerais (Brasil).

    - Algrizea Proença & NicLugh. — com apenas duas espécies, endémicas no estado da Bahia (Brasil).
    - Amomyrtella Kausel — com apenas duas espécies, nativas da América do Sul.
    - Amomyrtus (Burret) D.Legrand & Kausel — com apenas duas espécies, nativas do Chile e sudoeste da Argentina.
    - Archirhodomyrtus (Nied.) Burret — com 5 espécies, nativas da Austrália e Nova Caledónia.
    - Austromyrtus (Nied.) Burret — com apenas 3 espécies, nativas de Queensland e New South Wales (Austrália).
    - Blepharocalyx O.Berg — as cerca de quatro espécies são nativas do Neotropis.
    - Calycolpus O.Berg — as cerca de 15 espécies são nativas do Neotropis.
    - Calycorectes O.Berg — as cerca de 28 espécies são nativas do México e do Neotropis.
    - Calyptranthes Sw. — as cerca de 100 espécies são nativas do Neotropis.
    - Calyptrogenia Burret — com cerca de seis espécies, nativas das ilhas Hispaniola e Jamaica.
    - Campomanesia Ruiz & Pav. — com cerca de 37 espécies recentemente descritas, com distribuição natural desde Trinidad até às região mais a sul da América tropical. Com uma espécie recentemente extinta:
      - Campomanesia lundiana (Kiaersk.) Mattos — um endemismo do estado do Rio de Janeiro (Brasil).

    - Chamguava Landrum — com apenas três espécies, nativas do México e da América Central.
    - Curitiba Salywon & Landrum — com apenas uma espécie:
      - Curitiba prismatica (D.Legrand) Salywon & Landrum — endémica no sul do Brasil.

    - Decaspermum J.R.Forst. & G.Forst. — com cerca de 30 espécies, com distribuição natural desde a China à Austrália e às ilhas do Pacífico.
    - Eugenia L. (sin.:  Catinga Aubl., Greggia Gaertn., Olynthia Lindl., Calophylloides Smeathman ex DC., Jossinia Comm. ex DC., Emurtia Raf., Epleienda Raf., Calomyrtus Blume, Hexachlamys O.Berg, Phyllocalyx O.Berg, Stenocalyx O.Berg, Myrtopsis O.Hoffm., Psidiastrum Bello, Chloromyrtus Pierre, Myrcialeucus Rojas, Pilothecium (Kiaersk.) Kausel, Pseudeugenia D.Legrand & Mattos, Monimiastrum J.Guého & A.J.Scott) — com 500 a 1000 espécies, com distribuição natural alargada, mas com maior diversidade no Neotropis.
    - Gossia N.Snow et al. — as cerca de 35 espécies tem distribuição natural da Malésia à Nova Caledónia, Fiji e Austrália (16 espécies).
    - Hottea Urb. — as cerca de 9 espécies são endémicas da Hispaniola e do leste de Cuba.
    - Kanakomyrtus N.Snow — as cerca de seis espécies ocorrem apenas na Nova Caledónia.
    - Legrandia Kausel — com apenas uma espécie:
      - Legrandia concinna (Phil.) Kausel — ocorre apenas na região central do Chile.

    - Lenwebbia N.Snow et al. — com apenas duas espécies que ocorrem em Queensland e New South Wales.
    - Lithomyrtus F.Muell. — as cerca de 11 espécies são nativas da Austrália.
    - Lophomyrtus Burret— com apenas três espécies que ocorrem na Nova Zelândia.
    - Luma A.Gray — com apenas duas espécies, nativas do Chile e Argentina:
      - Luma apiculata (DC.) Burret
      - Luma chequen F.Phil.

    - Marlierea Cambess. — as cerca de 90 espécies são nativas do Neotropis.
    - Meteoromyrtus Gamble — com apenas uma espécie:
      - Meteoromyrtus wynaadensis (Bedd.) Gamble — nativa do sudoeste da Índia.

    - Mitranthes O.Berg — as cerca de 7 espécies ocorrem apenas na Jamaica e Cuba.
    - Mosiera Small — as cerca de 12 espécies são nativas do Neotropis.
    - Myrceugenia O.Berg — as cerca de 46 espécies são nativas da América do Sul.
    - Myrcia DC. (sin.: Aguava Raf., Cumetea Raf., Aulomyrcia O.Berg, Calyptromyrcia O.Berg, Cerqueiria O.Berg, Gomidesia O.Berg, Calycampe O.Berg, Mozartia Urb.) — as cerca de 400 espécies são nativas da região que vai do México às regiões tropicais da América do Sul. Estão extintas as seguintes espécies:
      - Myrcia neocambessedeana Lucas & Sobral (basiónimo: Gomidesia cambessedeana O.Berg) — extinta no Brasil (Rio de Janeiro).
      - Myrcia skeldingii Proctor — uma espécie considerada extinta, nativa da Jamaica.

    - Myrcianthes O.Berg — as cerca de 50 espécies, com distribuição natural desde o sul da Flórida até às regiões tropicais da América do Sul.
    - Myrciaria O.Berg — as cerca de 50 espécies são nativas do Neotropis, entre as quais:
      - Myrciaria dubia (Kunth) McVaugh — o camu-camu
      - Myrciaria cauliflora (Mart.) O.Berg — a jaboticaba
      - Myrciaria floribunda (H.West ex Willd.) O.Berg.

    - Myrrhinium Schott — com apenas uma espécie:
      - Myrrhinium atropurpureum Schott — nativa da América do Sul.

    - Myrtastrum Burret — com apenas uma espécie:
      - Myrtastrum rufopunctatum (Pancher ex Brongn. & Gris) Burret — ocorre apenas em Nova Caledónia.

    - Myrtella F.Muell. — com apenas duas espécies, nativas das ilhas do Pacífico.
    - Myrteola O.Berg — com apenas três espécies, nativas da América do Sul.
    - Myrtus — contém apenas duas espécies:
      - Myrtus communis L. — com duas subespécies na Macaronésia, na Europa do Sul e no Paquistão.
      - Myrtus nivelii Batt. & Trab. — nativas da Norte de África.

    - Neomitranthes D.Legrand — as cerca de 15 espécies são nativas do Brasil.
    - Neomyrtus Burret — com apenas uma espécie:
      - Neomyrtus pedunculata (Hook.f.) Allan — nativas da Nova Zelândia.

    - Octamyrtus Diels — as cerca de seis espécies nativas da Nova Guiné e das Molucas.
    - Pilidiostigma Burret — as cerca de cinco espécies que ocorrem em Queensland e New South Wales.
    - Pimenta Lindl. — com cerca de 15 espécies nativas do Neotropis, principalmente das Grandes Antilhas.
    - Plinia L. — as cerca de 68 espécies são nativas do Neotropis.
    - Pseudanamomis Kausel — com apenas uma espécie:
      - Pseudanamomis umbellulifera (Kunth) Kausel — nativas das Caraíbas a do norte da América do Sul.

    - Psidium L. — as cerca de 100 a 150 espécies são nativas do Neotropis, entre as quais:
      - Psidium guajava L. — a goiabeira.

    - Rhodamnia Jack — as cerca de 20 a 28 espécies nativas das regiões tropicais da Ásia, Austrália (13 espécies) e Nova Caledónia.
    - Rhodomyrtus (DC.) Rchb. — as cerca de 11 espécies são nativas da região que vai do sul da China até à Nova Caledónia e Austrália.
    - Siphoneugena O.Berg — as cerca de 11 espécies são nativas do Neotropis.
    - Stereocaryum Burret — com apenas três espécies ocorrem apenas na Nova Caledónia.
    - Ugni Turcz. — as cerca de quatro espécies são nativas do Neotropis.
    - Uromyrtus Burret — as cerca de 15 espécies são maioritariamente nativas da região entre a Nova Guiné e a Nova Caledónia, mas com quatro espécies que ocorrem na Austrália.

  - Tribo Osbornieae Peter G.Wilson — contém apenas um género:
    - Osbornia F.Muell. — com apenas uma espécie:
      - Osbornia octodonta F.Muell. — esta árvore dos mangais tem distribuição natural nas Filipinas e no norte da Austrália.

  - Tribo Syncarpieae Peter G.Wilson — contém apenas um género:
    - Syncarpia — as cerca de cinco espécies ocorrem nas Molucas e em Queensland e New South Wales.

  - Tribo Syzygieae Peter G.Wilson — contém apenas três géneros:
    - Piliocalyx Brongn. & Gris — as cerca de oito espécies ocorrem apenas na Nova Caledónia.
    - Syzygium — as 500 a 1000 espécies ocorrem nas regiões tropicais e subtropicais da África, Ásia, Austrália e das ilhas do Pacífico.
    - Waterhousea B.Hyland — com apenas quatro espécies que ocorrem em Queensland e New South Wales.

  - Tribo Tristanieae Peter G.Wilson — contém apenas três géneros:
    - Thaleropia Peter G.Wilson — com apenas três espécies que ocorrem na Nova Guiné e Austrália.
    - Tristania — com apenas uma espécie:
      - Tristania neriifolia (Sims) R.Br. — ocorre apenas em New South Wales.

    - Xanthomyrtus Diels — as cerca de 23 espécies ocorrem na Malésia e Nova Caledónia.

  - Tribo Xanthostemoneae Peter G.Wilson — contém apenas três géneros:
    - Pleurocalyptus Brongn. & Gris — com duas espécies nativas da Nova Caledónia.
    - Purpureostemon Gugerli — com apenas uma espécie:
      - Purpureostemon ciliatus (J.R.Forst. & G.Forst.) Gugerli — ocorre apenas no noroeste e centro da Nova Caledónia.

    - Xanthostemon F.Muell. — das cerca de 45 espécies, 14 ocorrem na Austrália e 19 na Nova Caledónia.

### Tribos e géneros
A família inclui as seguintes tribos:
- Subfamília Myrtoideae Sweet, 1827

Folhas sempre opostas; flores epíginas; frutos  em baga  ou drupa; sobretudo na América.
- Tribus:

- Backhousieae Peter G. Wilson, 2005 (2 gen.)
- Chamelaucieae DC., 1827 (15-16 gen.)
- Eucalypteae Peter G.Wilson, 2005 (7 gen.)
- Kanieae Peter G. Wilson ex Reveal, 2012 (8 gen.)
- Leptospermeae DC., 1827 (8 gen.)
- Lindsayomyrteae Peter G.Wilson, 2005 (1 gen.)
- Lophostemoneae Peter G.Wilson, 2005 (4 gen.)
- Melaleuceae sensu Wilson & al., 2005 (9 gen.)
- Metrosidereae Peter G.Wilson, 2005 (1 gen.)
- Myrteae DC., 1827 (52 gen.)
- Osbornieae Peter G.Wilson, 2005 (1 gen.)
- Syncarpieae Peter G.Wilson, 2005 (1 gen.)
- Syzygieae Peter G.Wilson, 2005 (1 gen.)
- Tristanieae Peter G.Wilson, 2005 (3 gen.)
- Xanthostemoneae Peter G.Wilson, 2005 (3 gen.)

- Subfamília Psiloxyloideae R.Schmid, 1980

Folhas opostas ou alternas; flores  epíginas ou períginas; fruto em cápsula; quase exclusivamente na Austrália.
- Tribos:

- Heteropyxideae Harv., 1868 (1 gen.)
- Psiloxyleae A.J.Scott, 1980 (1 gen.)

A família Myrtaceae inclui os seguintes géneros:
- Abbevillea
- Acca
- Accara
- Acmena
- Actinodium
- Acmenosperma
- Actinodium
- Agonis
- Algrizea
- Allosyncarpia
- Aluta
- Amomis
- Amomyrtella
- Amomyrtus
- Angasomyrtus
- Angophora
- Archirhodomyrtus
- Arillastrum
- Astartea
- Asteromyrtus
- Astus
- Aulomyrcia
- Austromyrtus
- Babingtonia
- Backhousia
- Baeckea
- Balaustion
- Barongia
- Basisperma
- Beaufortia
- Blepharocalyx
- Britoa
- Callistemon
- Calothamnus
- Calycolpus
- Calycorectes
- Calyptranthes
- Calyptrogenia
- Calythropsis
- Calytrix
- Campomanesia
- Caryophyllus
- Catinga
- Chamelaucium
- Chamguava
- Cheyniana
- Choricarpia
- Chytraculia
- Cloezia
- Cluacena
- Conothamnus
- Corymbia
- Corynanthera
- Curitiba
- Cyathostemon
- Darwinia
- Decaspermum
- Enekbatus
- Eremaea
- Eucalyptopsis
- Eucalyptus
- Eugenia
- Eugeniopsis
- Euryomyrtus
- Fabricia
- Gomidesia
- Gossia
- Guaiava
- Guajava
- Guapurium
- Harmogia
- Heteropyxis
- Hexachlamys
- Homalocalyx
- Homalospermum
- Homoranthus
- Hottea
- Hypocalymma
- Jambosa
- Jossinia
- Kanakomyrtus
- Kania
- Kardomia
- Kjellbergiodendron
- Kunzea
- × Kunzspermum
- Lamarchea
- Lamarkea
- Legrandia
- Lencymmoea
- Lenwebbia
- Leptospermum
- Lindsayomyrtus
- Lithomyrtus
- Lophomyrtus
- Lophostemon
- Luma
- Lysicarpus
- Malleostemon
- Manglesia
- Marlierea
- Meladendron
- Melaleuca
- Meteoromyrtus
- Metrosideros
- Micromyrtus
- Mitranthes
- Mitrantia
- Monimiastrum
- Mosiera
- Myrceugenia
- Myrcia
- Myrcialeucus
- Myrcianthes
- Myrciaria
- Myrrhinium
- Myrtastrum
- Myrtekmania
- Myrtella
- Myrteola
- Myrtus
- Neofabricia
- Neomitranthes
- Neomyrtus
- Ochrosperma
- Octamyrtus
- Opa
- Orthostemon
- Osbornia
- Oxymyrrhine
- Paramitranthes
- Pericalymma
- Petraeomyrtus
- Phyllocalyx
- Phymatocarpus
- Pileanthus
- Pilidiostigma
- Piliocalyx
- Pimenta
- Pimentus
- Pleurocalyptus
- Plinia
- Pseudanamomis
- Pseudeugenia
- Pseudocaryophyllus
- Pseudomyrcianthes
- Psidium
- Psiloxylum
- Purpureostemon
- Regelia
- Rhodamnia
- Rhodomyrtus
- Rinzia
- Ristantia
- Sannantha
- Schizocalomyrtus
- Scholtzia
- Seorsus
- Sinoga
- Siphoneugena
- Sphaerantia
- Stenostegia
- Stereocaryum
- Stockwellia
- Syncarpia
- Syzygium
- Taxandria
- Tepualia
- Thaleropia
- Thryptomene
- Triplarina
- Tristania
- Tristaniopsis
- Ugni
- Uromyrtus
- Verticordia
- Waterhousea
- Welchiodendron
- Whiteodendron
- Xanthomyrtus
- Xanthostemon

### Sinonímia
A família myrtaceae apresenta a seguinte sinonímia:
- Baeckeaaceae Bercht. & J.Presl
- Chamelauciaceae  Rudolphi
- Eugeniaceae  Bercht. & J. Presl
- Heteropyxidaceae  Engl. & Gilg in Engl.
- Kaniaceae  Nakai
- Leptospermaceae  Bercht. & J. Presl
- Melaleucaceae  Vest
- Myrrhiniaceae  Arnott
- Psiloxylaceae  Croizat

## Ocorrência no Brasil
Myrtaceae constitui uma das mais importantes famílias de Angiospermas no Brasil, concentrada em uma única tribo, Myrteae e três subtribos Myrciinae, Eugeniinae e Myrtinae. É considerada uma das famílias mais bem representadas no Brasil, com distribuição de suas espécies em todos os biomas. São distribuídas por todos os continentes, à exceção da Antárctica, porém com predominância nas regiões tropicais e subtropicais do mundo. As mirtáceas têm sido organizadas tradicionalmente em duas subfamílias, Leptospermoideae e Myrtoideae, esta última incluindo todas as mirtáceas americanas, exceto o género monotípico Tepualia. Atualmente, a nova classificação infra-família proposta por Wilson et al. (2005) reconhece duas subfamílias, Myrtoideae e Psiloxyloideae, e 17 tribos. Todas as mirtáceas brasileiras estão incluídas na Tribo Myrteae. Representada por aproximadamente 1.000 espécies, Myrtaceae é uma das famílias mais importantes do Brasil destacando-se, com mais de uma centena de espécies, os géneros Eugenia, Myrcia e Calyptranthes, enquanto o restante dos géneros possui menos de 60 espécies. Myrtaceae é uma das famílias lenhosas dominantes em várias formações vegetais brasileiras, especialmente na floresta atlântica onde mais de 50 espécies podem ocorrer sintopicamente. Destaca-se, com mais de uma centena de espécies, os géneros Eugenia, Myrcia e Calyptranthes, enquanto o restante dos géneros possui menos de 60 espécies. Myrtaceae é uma das famílias lenhosas dominantes em várias formações vegetais brasileiras, especialmente na floresta atlântica onde mais de 50 espécies podem ocorrer sintopicamente. Goiás inclui 20 géneros e 202 espécies, sendo 9 géneros de ocorrência na região sudoeste do estado e 64 espécimes foram registrados no Maranhão.